# Stonehenge

Plan de la zone archéologique de Stonehenge.

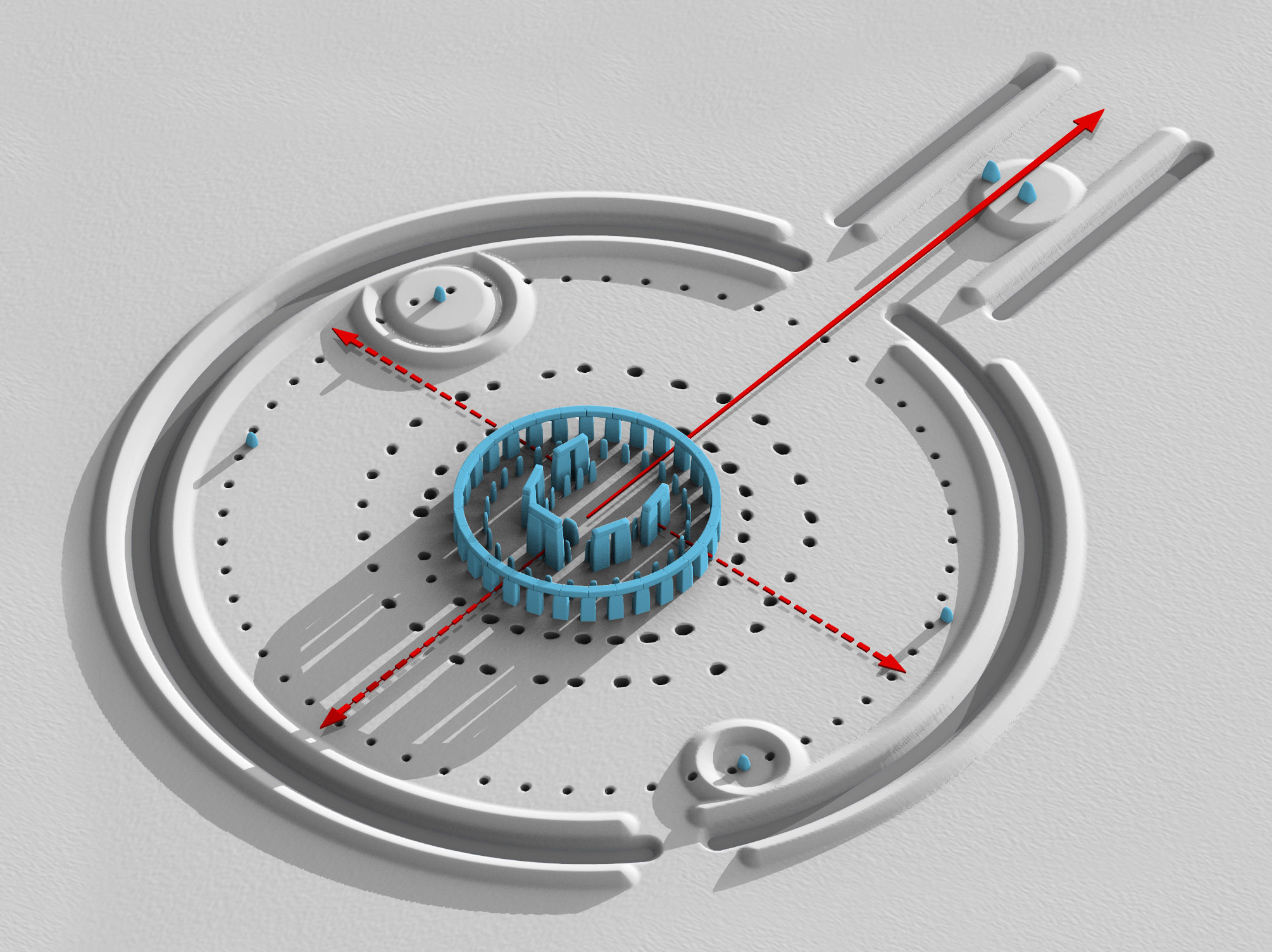
Modélisation 3D et rendu numérique. L'ensemble des 165 monolithes revêt une forme circulaire : le monument mégalithique actuel comporte un fossé bordé d'un talus doublé sur le côté interne des trous d'Aubrey, deux cercles concentriques de stèles aujourd'hui déplacées, deux cercles concentriques ou cromlechs constitués de pierres levées équarries (un cercle externe de 33 m de diamètre composé de 30 orthostates en grès sarsen reliés par des linteaux jointifs, et un cercle interne d'une soixantaine de pierres bleues plus petites). Au milieu, un double U dit fer à cheval (composé d'un U externe constitué de cinq trilithes en sarsen, et d'un U interne composé de 19 pierres bleues) entoure la pierre d'autel.

Stonehenge (prononcé : [stəʊnˈhɛndʒ]) est un monument mégalithique composé d'un ensemble de structures circulaires concentriques, construit en cinq grandes étapes, entre 3000 et 1100 av. J.-C., du Néolithique à l'âge du bronze, situé à treize kilomètres au nord de Salisbury et quatre kilomètres à l'ouest d'Amesbury, dans le comté du Wiltshire, dans le Sud de l'Angleterre.
L'ensemble du site de Stonehenge et le cromlech d'Avebury, à une quarantaine de kilomètres plus au nord, sont inscrits sur la liste du patrimoine mondial de l'Unesco dans un ensemble intitulé « Stonehenge, Avebury et sites associés ». Le site attire environ un million de visiteurs par an.

## Étymologie
Le nom de Stonehenge est attesté dès le Moyen Âge : le Glossaire latin-vieil anglais d'Ælfric d'Eynsham, du Xe siècle, donne l'expression henge-cliff dans le sens de « précipice », et des auteurs du XIe siècle mentionnent « des pierres qui se trouvent non loin de Salisbury », sous les appellations de stanenges ou stanheng, comprises comme des « pierres suspendues » (en anglais : supported stones). En 1740, William Stukeley note que « dans le Yorkshire, les rochers suspendus sont appelés henges… Je ne doute pas, dit-il, qu'en saxon, Stonehenge signifie les « pierres suspendues » (en anglais : hanging stones) ».
Christopher Chippindale, dans son Stonehenge Complete, donne Stonehenge comme pouvant être issu des mots du vieil anglais stān « pierre », et hencg « charnière » (hinge en anglais moderne), ou bien encore de hen(c)en, au sens de « potence » ou « instrument de torture » : les linteaux et les piliers des trilithes de Stonehenge ont pu en effet évoquer pour les visiteurs du Moyen Âge la silhouette familière d'un gibet. Cependant, ailleurs dans son livre, Chippindale donne aussi pour Stonehenge le sens plus immédiat de « pierres suspendues » (en anglais : suspended stones).
Les préhistoriens ont créé le mot henge par dérivation régressive (ou troncation) d'après le nom de Stonehenge. Ils définissent un henge comme un terrassement en enclos circulaire comprenant un fossé interne. Il faut pourtant considérer que le monument de Stonehenge ne répond pas pleinement à cette définition, puisque le talus (bank) se trouve, sur ce site, à l'intérieur du fossé (ditch) : Stonehenge est donc un henge très particulier, même totalement atypique, avec ses trilithes hauts de plus de 7 m, assemblés par tenons et mortaises, de manière unique,.
La signification et l'étymologie de Stonehenge restent quelque peu incertaines : « les pierres suspendues » ou « les pierres en surplomb » conviennent aux linguistes familiers des racines germaniques, tandis que « le gibet » semble plutôt relever de l'étymologie populaire.

## Histoire et description

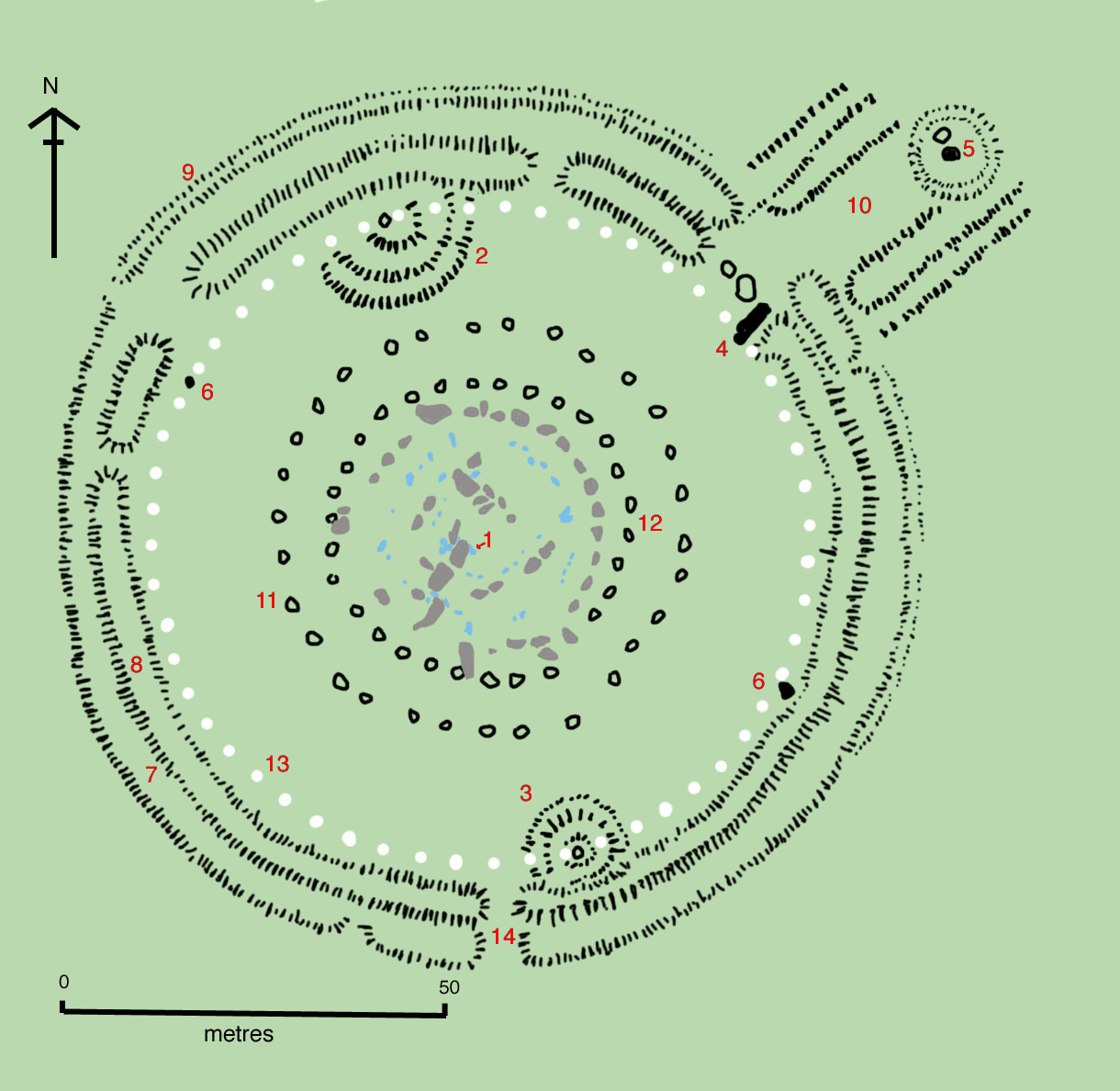
Plan du site de Stonehenge. 1. la pierre d'autel ; 2 et 3. tumuli ; 4. la pierre de sacrifice ; 5. la Heel Stone (pierre talon) ; 6. deux des quatre « stations » ; 7, 8, 9. fossés, talus ; 10. l'« avenue » monumentale, qui mène à la rivière Avon, à trois kilomètres à l'est ; 11 et 12. les deux cercles de 30 trous « Y » et « Z » ; 13. les 56 trous d'Aubrey ; 14. entrée secondaire.
Le monument (cromlech) est situé à l'intérieur du cercle 12 : les mégalithes de grès « sarsen » sont en gris, et les « pierres bleues » en bleu.

### Chronologie, datation
La datation et la compréhension des différentes phases de l'activité de Stonehenge ne sont pas une tâche aisée. Des générations d'archéologues se sont succédé sur le site depuis le début du XXe siècle : le professeur Gowland conduisit les premières fouilles scientifiques à partir de 1901 ; puis le colonel William Hawley entreprit des restaurations à partir de 1919, avant d'étudier la plupart des cavités existantes, jusqu'en 1926.
La chronologie retenue dans cet article est celle, classique, de l'archéologue Richard J. C. Atkinson, qui a dirigé les dernières fouilles de grande ampleur à partir de 1950 et durant une trentaine d'années, avec une importante campagne de restaurations entre 1958 et 1964. On lui doit la division en trois phases I, II et III, aujourd'hui acceptée de tous. Mais les subdivisions, et même parfois la chronologie tout entière, diffèrent notablement d'un auteur moderne à l'autre.

### Avant le monument (vers -8 000)

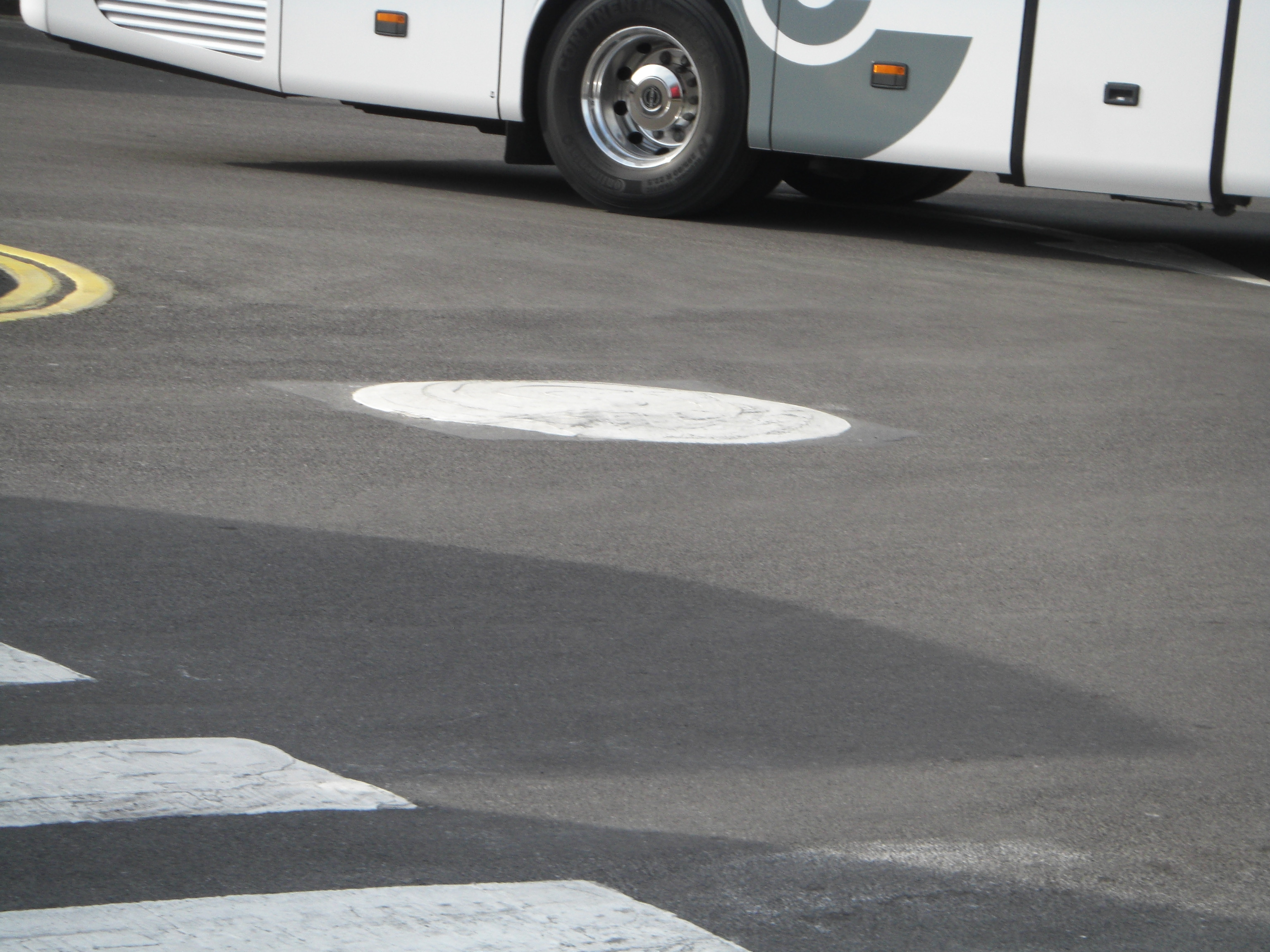
Plots matérialisant les trous de poteaux mésolithiques.

Le site présente les traces d'une occupation antérieure à la construction du monument. Trois trous de poteaux (postholes (en)) mésolithiques ont été mis au jour en 1966 lors des travaux d'extension du parc de stationnement des visiteurs. Ces trous de 75 cm de diamètre contenaient comme artefact un morceau d’os brûlé et des quantités de charbon de bois, ce qui peut suggérer, d'après le diamètre de ces fosses, que les trous étaient destinés à accueillir des poteaux d'une hauteur de 9 m. Ils sont actuellement matérialisés par des plots blancs sur le parc de stationnement.
Un long enclos mégalithique, le Cursus, construit vers -3 500, s'étend d'est en ouest sur une longueur de 3 km, à 700 m au nord du monument.

### StonehengeI: Néolithique, vers -2 800/-2 100
Stonehenge I (-3 000/-2 100). Enceinte extérieure circulaire (fossé et talus), trous d'Aubrey (datation radiocarbone sur bois de cervidé au bas du fossé : -2 810 ± 120) ; Heel Stone, pierres D et E, structure en bois A ; crémations (datation sur charbon de bois, trou d'Aubrey 32 : -2 305 ± 280) ; Station Stones peut-être à la fin de cette période.

#### L'enceinte circulaire
Le premier monument (en anglais : Henge Monument) date du Néolithique secondaire (ou final),. Il n'était constitué que d'une enceinte circulaire délimitée par une levée de terre (bank) (8) et un petit fossé (ditch) (7) à l'extérieur, creusé dans le calcaire crétacé du Santonien, mesurant environ 110 m de diamètre, avec une entrée principale orientée vers le nord-est, et une entrée plus petite vers le sud (14). L'ensemble fut mis en place sur une surface légèrement en pente, qui ne présente apparemment aucun caractère exceptionnel par rapport au paysage environnant.

##### Le fossé

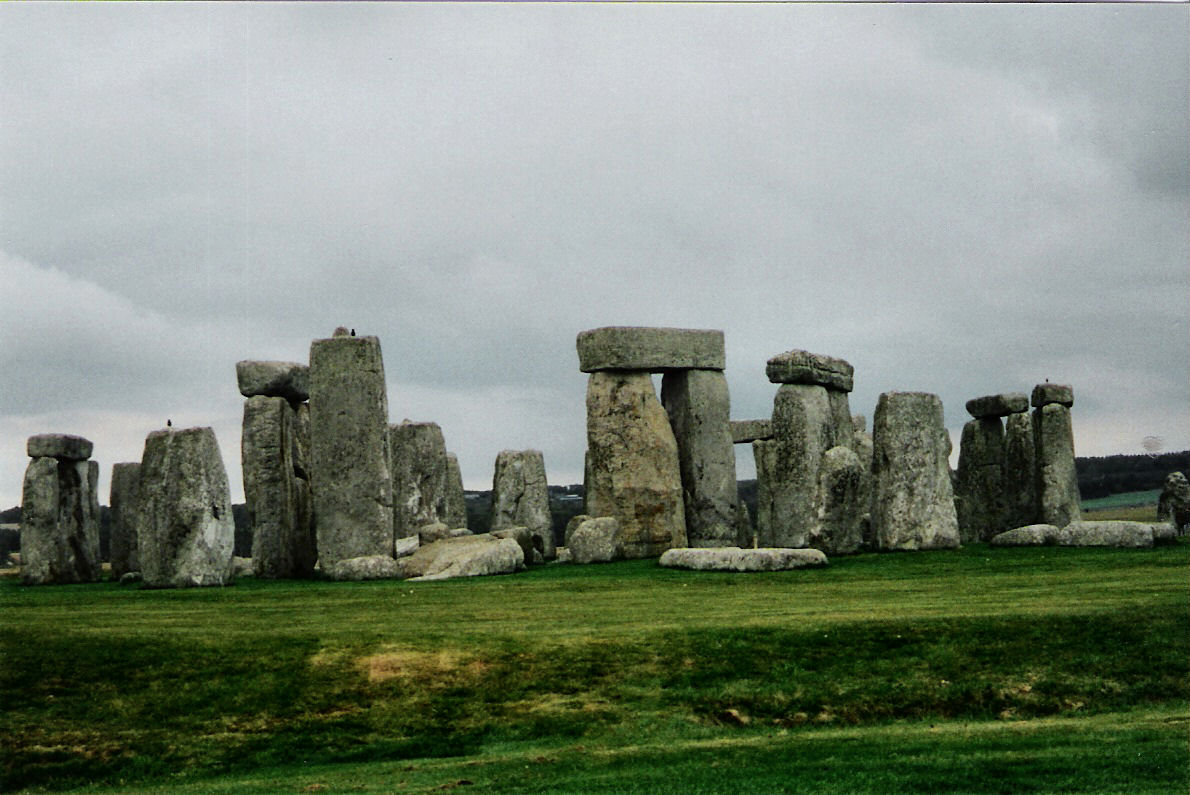
Au premier plan, l'enceinte circulaire : l'enclos avec fossé et talus intérieur est aménagé vers 3000 av. J.-C.

Le fossé (7), en anglais : ditch, a été fouillé dans sa moitié orientale par le colonel Hawley dans les années 1920 : il présente l'aspect d'une dépression assez irrégulière et peu profonde au profil très arrondi ; la partie ouest, jamais fouillée, est encore moins marquée. Le fossé présente deux interruptions, qui sont d'origine : l'une au nord-est, dans l'axe de l'entrée, l'autre plus étroite, au sud.
Les constructeurs n'ont pas accordé beaucoup d'attention à la régularité géométrique du fossé qui présente, vu du ciel, l'aspect « d'un chapelet de saucisses disposées en rond dans une assiette » : les fouilles ont révélé un travail par sections, de largeur et de profondeur variables (largeur de 5 à 6 m, profondeur 1,30 m - 2 m), avec des parois abruptes et des rétrécissements, décrochements et cloisonnements révélateurs d'un travail par tranches.
Au fond du fossé ont été découverts des restes d'outils néolithiques ayant servi au creusement : pioches faites de bois de cervidés, pelles constituées d'omoplates de bovins, aisément datables par la suite au radiocarbone ; à mi-hauteur ont été trouvés quelques éclats de « pierres bleues », qui établissent clairement la chronologie des travaux et montrent que ces pierres ont été retravaillées à leur arrivée sur le chantier. Plus en surface, la fouille a livré quelques tessons de poterie, des monnaies romaines, jusqu'aux inévitables capsules de bière et ampoules de phares d'automobiles qui sont le lot de tout archéologue. Atkinson insiste cependant sur le mélange des couches dû peut-être au piétinement (les tessons de poterie néolithique peuvent aussi bien se trouver au fond du fossé que parmi des éléments récents), mais bien plus encore à l'action des pluies entraînant sans cesse terre et objets vers le milieu de la structure.

##### Le talus
Le fossé (7) n'était qu'une sorte de carrière d'où l'on a extrait les matériaux nécessaires à l'édification de l'enceinte circulaire (8), en anglais : bank, exécutée à l'intérieur du fossé, cette fois avec le plus grand souci de régularité géométrique. Le cercle, de 98 mètres de diamètre, a été tracé au cordeau. Le remblai devait présenter une largeur de 6 m et une hauteur d'au moins 2 m. L'érosion lui a donné dès les premiers siècles de son existence le profil arrondi et étalé qui est encore le sien aujourd'hui.
Des vestiges d'un autre talus en contrescarpe, de moindre importance, sont visibles à l'extérieur du fossé, au nord et à l'est.

##### L'«archer de Stonehenge»

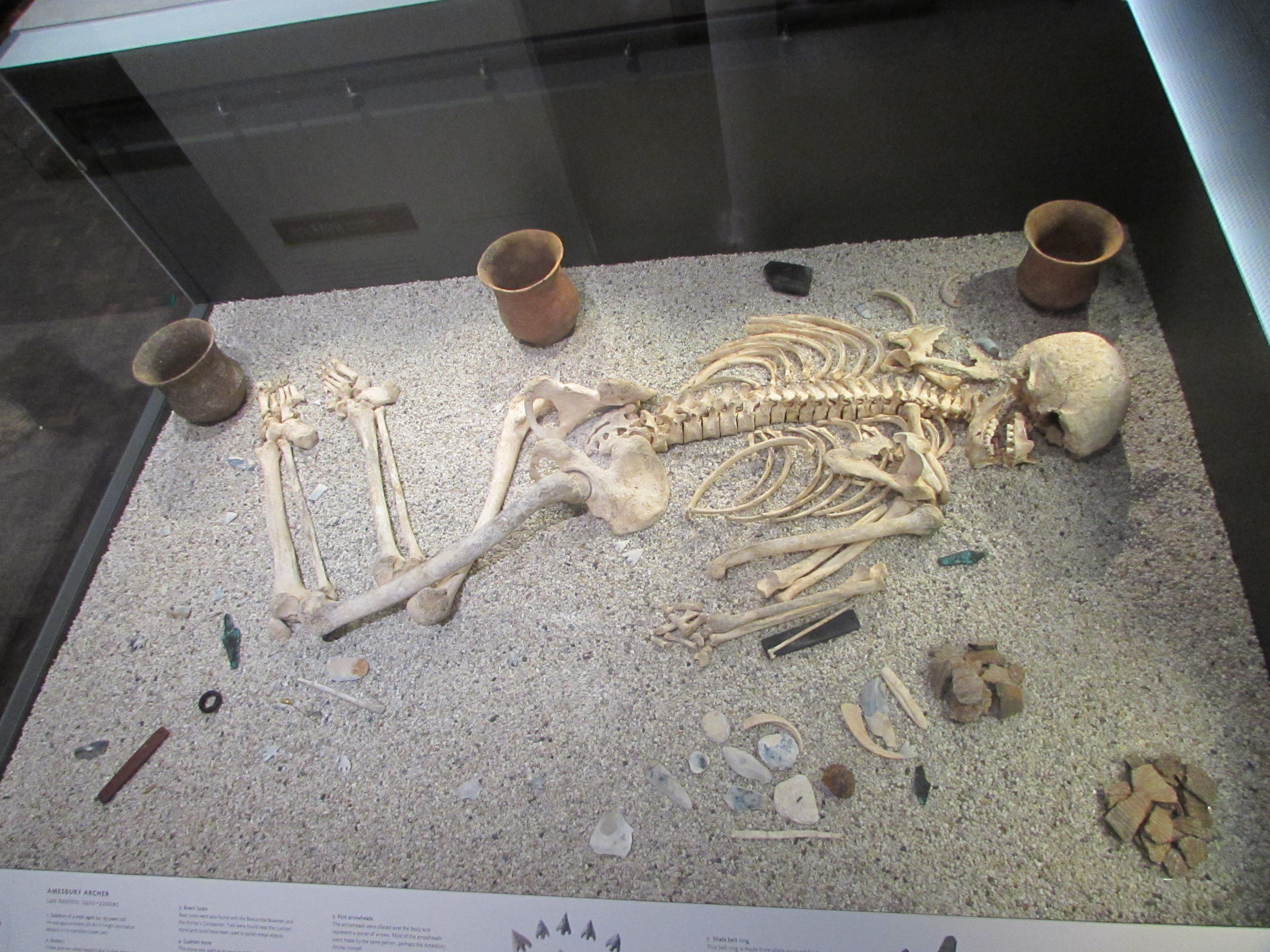
L' « archer de Stonehenge », conservé au musée de Salisbury.

En 1978, Richard Atkinson et son collègue John G. Evans découvrent, au cours d'une fouille en tranchée dans l'enceinte circulaire, le squelette d'un homme de l'âge du bronze, connu sous le nom d'« archer de Stonehenge (en) », délibérément et soigneusement enseveli dans le fossé extérieur, et non dans un tumulus (en anglais : barrow) comme c'est généralement le cas dans la région.
On a voulu voir en lui un archer en raison du bracelet de pierre et des silex et flèches trouvés à ses côtés. En fait, plusieurs pointes de flèches étaient fichées dans les os du squelette, ce qui suggère que l'homme a été tué par ces flèches.
L'examen du squelette montre que l'homme était âgé d'environ 35 à 45 ans, et l'analyse isotopique de l'émail de ses dents révèle qu'il a grandi dans les Alpes. Le mobilier funéraire associé à sa sépulture suggère un individu de haut rang qui possédait peut-être des compétences « magiques » permettant, grâce à sa maîtrise de l'art de la métallurgie, de produire des parures en or. La datation au radiocarbone indique qu'il est mort autour de −2300, ce qui le rend approximativement contemporain des autres « archers » découverts dans le voisinage, à Amesbury (archer d'Amesbury et Boscombe Bowmen (en)). Ses restes sont maintenant conservés au Salisbury and South Wiltshire Museum (en) de Salisbury.

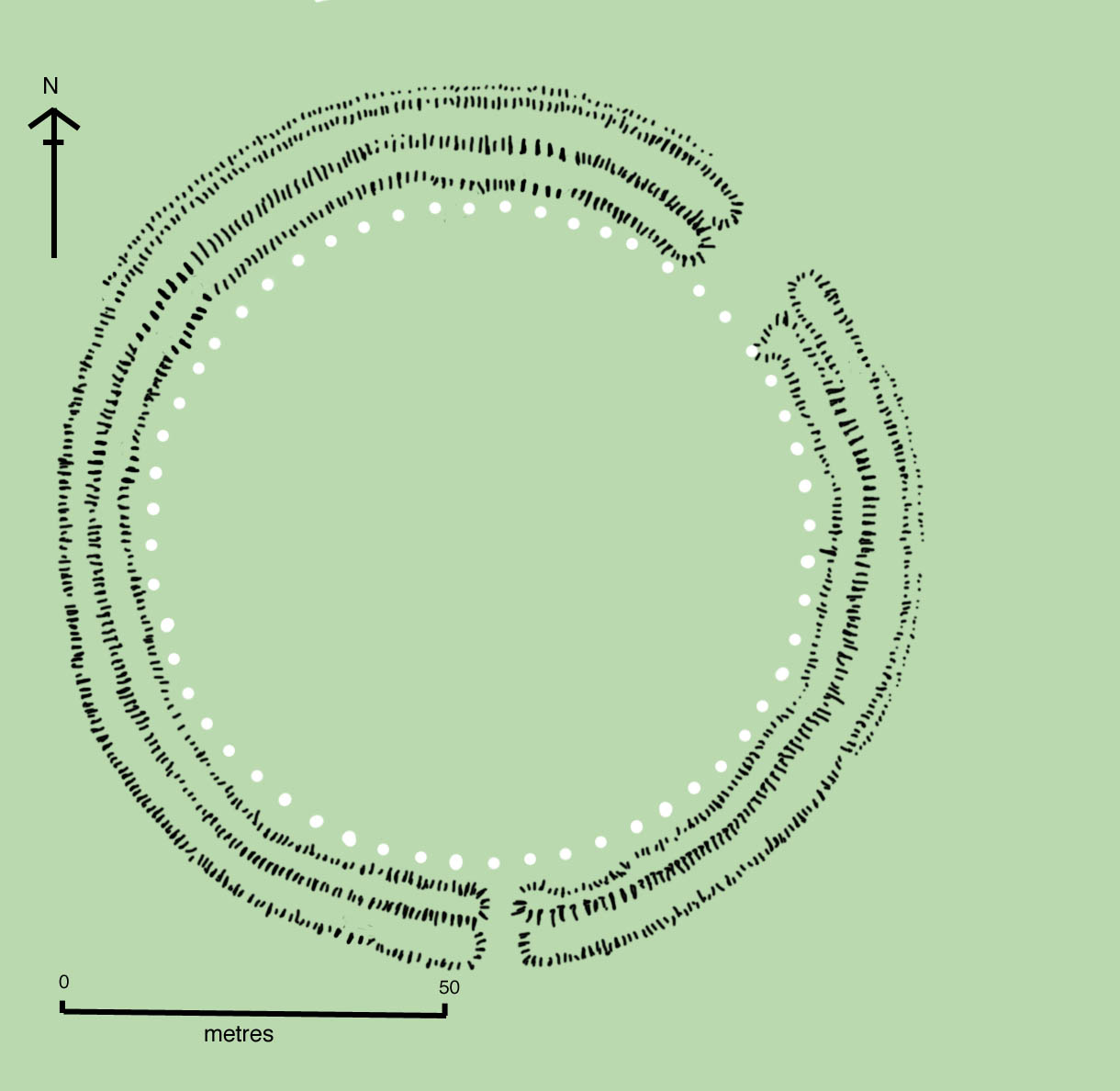
Stonehenge I et les 56 trous d'Aubrey.

#### Les «trous d'Aubrey»

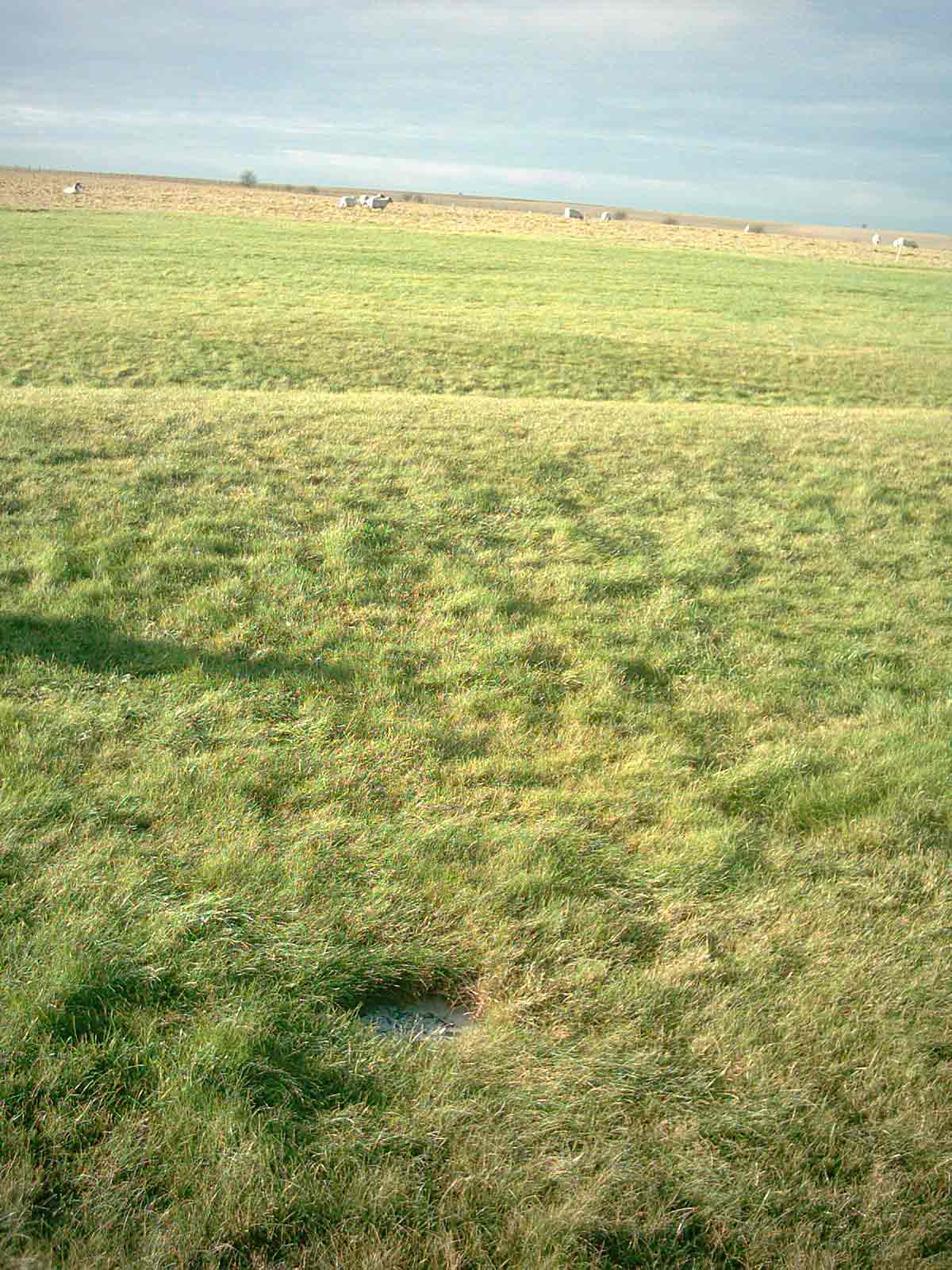
Trou d'Aubrey no 21. Le fossé est en arrière-plan.

Les « trous d'Aubrey » (en anglais : Aubrey Holes) (13), nom donné en souvenir de l'érudit et écrivain John Aubrey par leur inventeur R. S. Newall, contemporain du colonel Hawley dans les années 1920, sont un vaste cercle de cinquante-six cavités de grandes dimensions, disposées régulièrement à l'intérieur et à peu de distance du talus de l'enceinte circulaire. Ces trous ronds ont des parois verticales et sont espacés d'environ cinq mètres. Leur diamètre varie de 0,75 m à 1,50 m, et leur profondeur de 0,60 m à 1,20 m. On y a trouvé, dans un remplissage de craie, des fragments de charbon de bois, d'os humains carbonisés, de petits objets comme des épingles à cheveux en os ou de longues baguettes de silex taillé de l'épaisseur d'un doigt, dont on ne connaît pas l'usage. Trente-quatre d'entre eux (partie est) ont été fouillés. Ils étaient marqués par des plaques circulaires de calcaire, mais sont devenus peu visibles, car progressivement recouverts par le gazon.

#### Un enclos funéraire
Plusieurs dizaines de cavités funéraires plus petites, de contenu similaire à celui des trous d'Aubrey et découvertes non loin d'eux, ont été fouillées par Hawley dans la moitié sud-est de l'enclos circulaire qu'il a complètement décapée. En tout, environ 55 tombes à incinération ont été relevées, trous d'Aubrey compris. Atkinson situe cette période d'utilisation comme cimetière à crémation à la fin de la phase I, s'étendant sur environ deux siècles. Il suggère que d'autres tombes pourront être découvertes dans les talus intérieurs de l'enclos, qui n'ont pas été fouillés. La présence d’objets comme une tête de massue ou un petit bol partiellement brûlé sur un côté (un encensoir ?) laisse penser que les défunts auraient pu être des dignitaires politiques ou des chefs disposant d'une autorité spirituelle ou religieuse, accompagnés de leurs familles. L'étude des restes des défunts retrouvés à Stonehenge indique qu'ils étaient avant leur mort dans un état de santé moins bon que la moyenne observée sur les restes de la population de l'époque, beaucoup souffrant de maladies osseuses ou de traumatismes. Cela pourrait indiquer que la fréquentation du site avait un but potentiellement thérapeutique.

#### LaHeel Stone

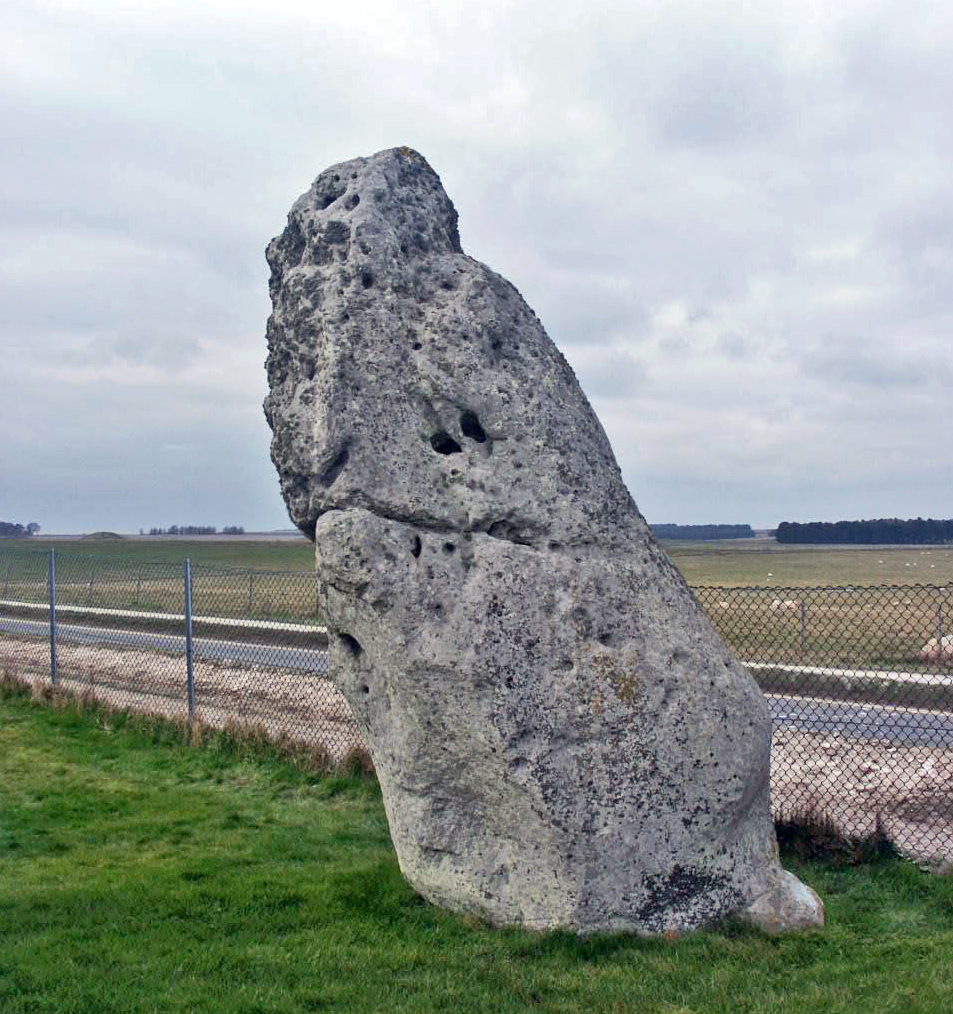
La Heel Stone.

La Heel Stone (5), en français : « pierre-talon », une pierre de grès du tertiaire, à l'extérieur de l'entrée nord-est, pourrait également avoir été érigée au cours de cette période, mais elle ne peut être formellement datée et peut aussi bien avoir été installée à n'importe quel moment de la phase III. Une ou deux pierres lui étaient adjointes (trous D et E).
La Heel Stone est de nature similaire aux autres « sarsens » du cercle central et des trilithes (phase III) mais, contrairement à ceux-ci, elle est entièrement brute, sans aucune trace de taille ou d'intervention d'outils. Elle se trouve actuellement penchée, dans une position qui ne peut être celle d'origine, et entourée d'un fossé très marqué, situé à quatre mètres de sa base.
Le nom de Heel Stone est attesté depuis le Moyen Âge. Son étymologie et son sens véritable restent obscurs : le mot heel (« talon ») n'offrant pas de signification satisfaisante, on a voulu donner des étymologies évoquant le « diable », ou encore le « soleil »,.
De l'avis d'Atkinson, la Heel Stone n'est pas autant qu'on veut bien le dire le repère voulu par les constructeurs pour marquer la direction exacte du soleil levant au solstice d'été : elle est aujourd'hui très penchée, et si l'on tient absolument à obtenir ce résultat, il faut l'aider en se plaçant tout exprès sur une ligne qui n'est pas tout à fait celle de l'axe du monument, et qui ne passe pas nécessairement par son centre, lui-même d'ailleurs impossible à déterminer précisément pour toutes sortes de raisons : l'implantation des pierres n'est pas suffisamment régulière, et certaines ont été replacées lors des restaurations successives dans des positions qu'on ne peut garantir comme étant celles d'origine. De plus, le soleil se lève de nos jours un peu plus à l'est qu'à l'époque de la construction du monument.

#### Première structure en bois
Un réseau complexe de trous de poteaux (en anglais : postholes) a été relevé par le colonel Hawley et confirmé par Atkinson, au centre du cercle et aux deux entrées du sud et du nord-est. Ces trous de poteaux, de 0,40 m de diamètre, sont plus petits que les trous d'Aubrey et beaucoup moins régulièrement espacés. On ne sait si ces poteaux correspondent à des échafaudages, ou bien supportaient la toiture d'une ou plusieurs constructions.

#### LesStation Stones

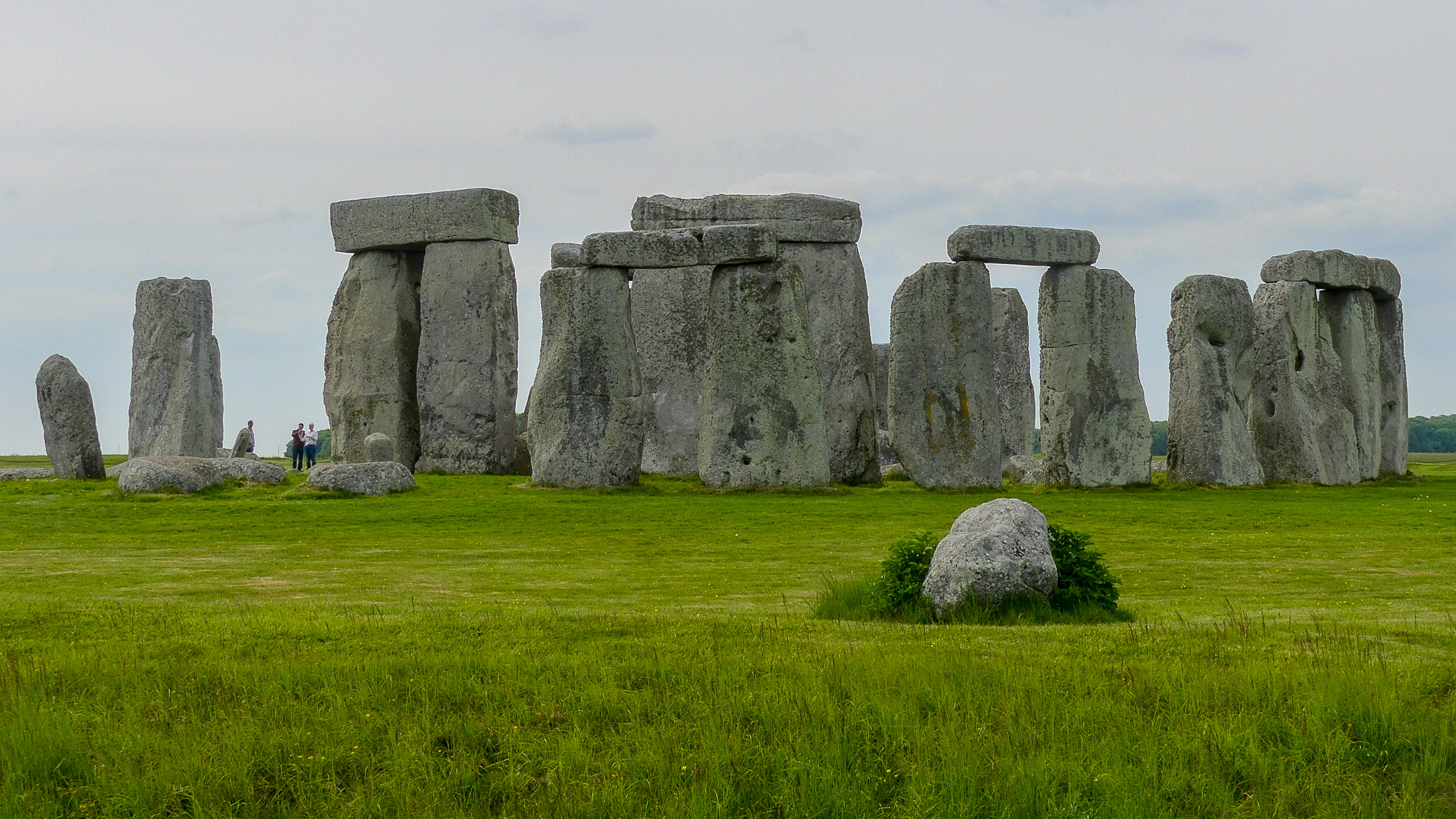
Station Stone du sud-est (6)

Les quatre Station Stones, (en français : « pierres de position »), sont des pierres de grès sarsen de dimensions modestes, situées à proximité des trous d'Aubrey et diamétralement opposées deux à deux, l'ensemble formant un long rectangle de direction NO-SE perpendiculaire à l'axe général du monument. Deux d'entre elles subsistent, numérotées (6) sur le schéma ci-dessus : elles mesurent respectivement 3 m et 1,20 m. Les deux autres, repérées en (2) et (3), se trouvaient au sommet de monticules couramment appelés barrows (en français : « tumulus »), bien qu'ils ne contiennent pas de sépultures. Des fossés similaires à celui qui encercle la Heel Stone ont plus tard été creusés autour de ces deux barrows.

### StonehengeII: âge du bronze ancien, vers -2100/-2000
Stonehenge II (-2100/-2000). Élargissement de la chaussée d'entrée et transfert des pierres D et E vers les trous B et C ; creusement et remplissage du fossé de la Heel Stone ; construction de la première section de l'Avenue (datation radiocarbone de bois de cervidé du fossé de la Heel Stone : -2190 ± 115 et -2135 ± 110) ; érection du double cercle de pierres bleues Q et R, inachevé (datation de bois de cervidé, au bas des trous R : -2000 ± 125).

#### L'«Avenue»
L'« Avenue » (10), large de 23 m (12 m entre les talus), part de la Heel Stone dans l'axe du monument, vers le nord-est, puis à mi-chemin du Cursus, long enclos mégalithique situé un peu plus au nord, s'infléchit vers l'est de manière très visible sur les photos aériennes et finit par rejoindre, à trois kilomètres de là et après un dernier virage à droite, le fleuve Avon,.
Cette longue structure est formée de deux fossés parallèles et des talus correspondants établis vers l'intérieur, selon la technique caractéristique de la phase I, à laquelle on peut être tenté de la rattacher,. Elle a tout l'aspect d'une voie processionnelle, qui a probablement servi aussi au transport des « pierres bleues » depuis le fleuve Avon.

#### Le double cercle de «pierres bleues»: cavités Q et R

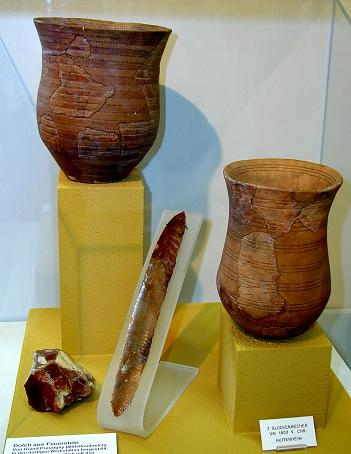
Objets caractéristiques de la culture campaniforme.

Les fouilles ont montré qu'à l'époque de la culture campaniforme, dite aussi « peuple des gobelets campaniformes » (Beaker Culture), qui connaissait la métallurgie du cuivre,, le bois fut abandonné au profit de la pierre : deux cercles concentriques, chacun constitué de 38 cavités nommées Q et R (Q and R holes), ont été creusés au centre du site, à l'intérieur du cercle de sarsen actuel. Dans l'axe du monument, à l'« entrée », six cavités supplémentaires complètent l'ensemble, prouvant que le monument était déjà orienté au nord-est, vers le soleil levant du solstice d'été, avant la réalisation de la structure actuelle (phase III).
Ces cavités ont probablement accueilli plus de quatre-vingts menhirs de « pierres bleues » constituant un premier cromlech, entièrement disparu (théoriquement : deux cercles concentriques de 38 menhirs et 6 menhirs supplémentaires à l'entrée, soit en tout 82 mégalithes).

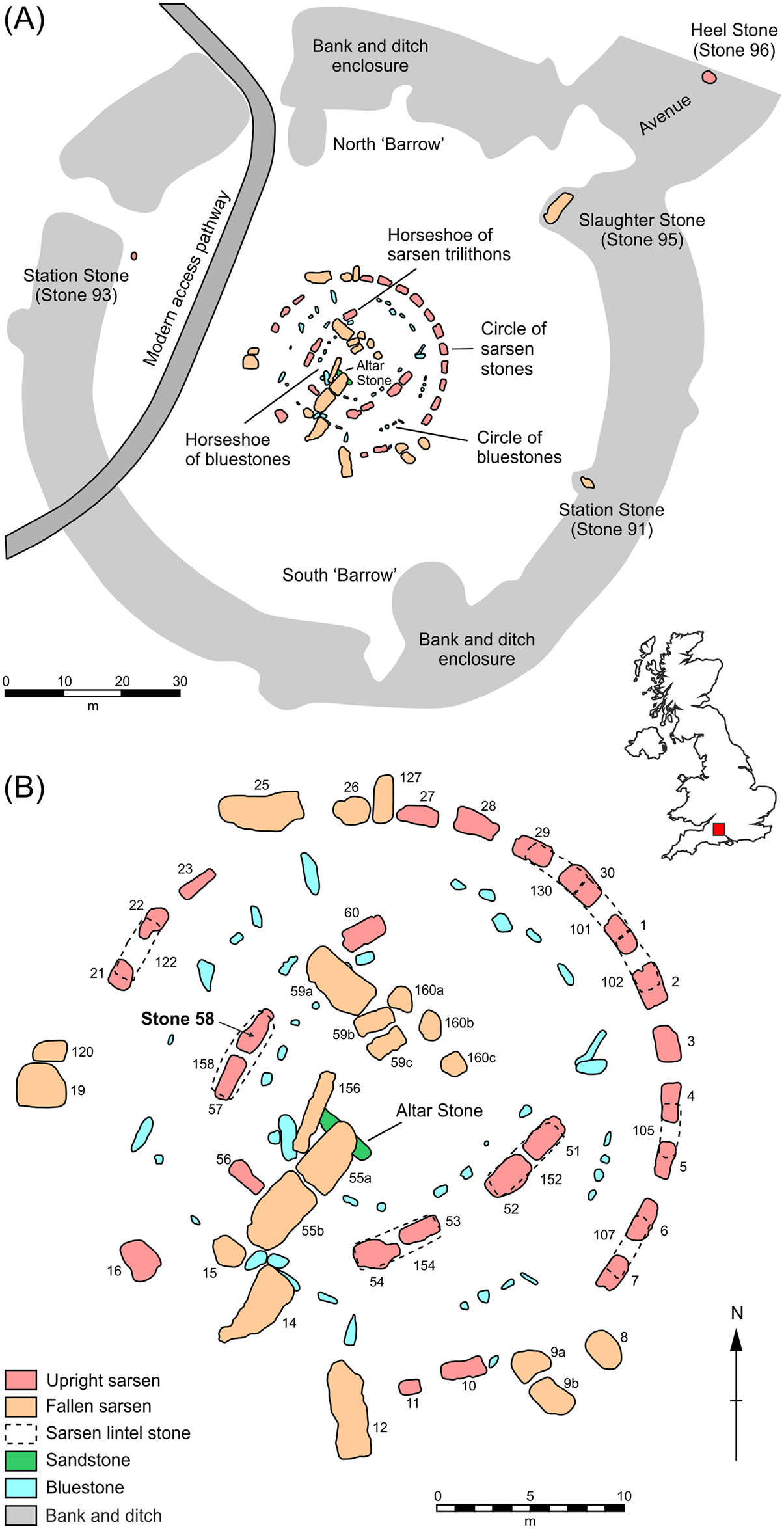
Plan d'ensemble et plan détaillé des pierres de sarsen, des pierres bleues et de la « pierre d'autel ».

La plupart des « pierres bleues » encore présentes sur le site (réutilisées lors de la phase III b) sont constituées de dolérite, roche magmatique holocristalline de couleur bleu verdâtre comportant des inclusions blanches ou rosées de la taille d'un petit pois (dolérite tachetée). Mais d'autres sont de nature différente : trois d'entre elles sont de dolérite similaire, mais sans inclusions (dolérite non tachetée) ; en outre, quatre pierres bleues sont constituées de rhyolite (roche volcanique gris bleu) comprenant parfois des globules blanchâtres (rhyolite sphérulitique) ; quatre moignons enterrés sont constitués d'une cendre volcanique vert olive beaucoup plus tendre et fragile que toutes les autres pierres présentes sur le monument ; deux enfin sont d'une autre sorte de cendre volcanique contenant du calcaire. On sait depuis 1923 que toutes ces « pierres bleues » proviennent des collines de Preseli (Pembrokeshire, pays de Galles). Plus précisément, les fouilles menées par Mike Parker Pearson en 2017 et 2018 ont montré que les pierres bleues de Stonehenge étaient probablement issues d'un cromlech aujourd'hui démonté, du nom de Waun Mawn, situé dans les collines de Preseli,. Le transport des pierres a pu être effectué entièrement par mer en contournant la péninsule de Cornouailles ou bien, depuis la région de Bristol, par voie fluviale et halage terrestre,.

### StonehengeIII: âge du bronze, vers -2000 / -1100

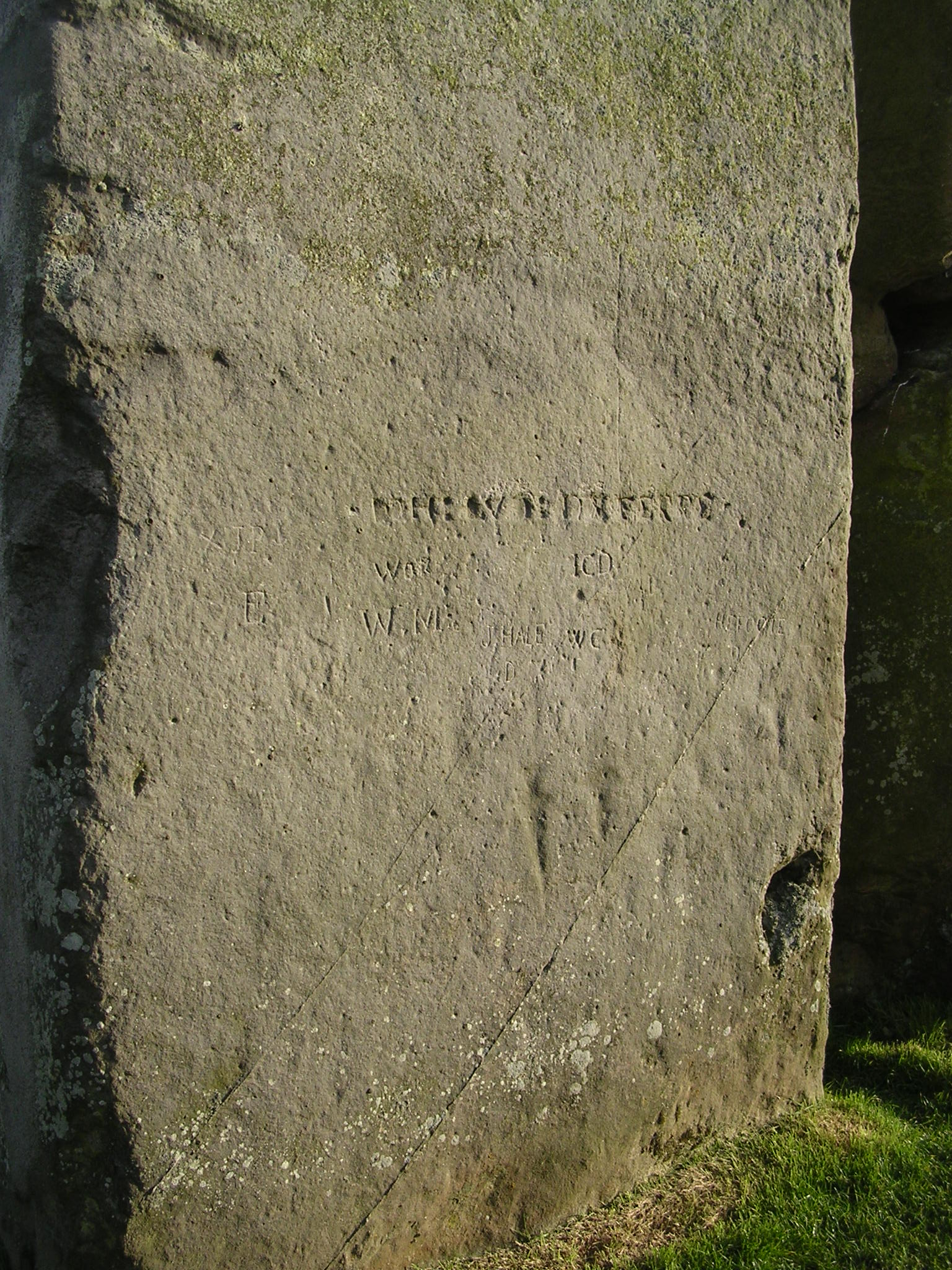
Gravures de l'âge du bronze. Sous l'inscription horizontale du XVIIe s., on distingue : à gauche, un poignard ; à droite, une tête de hache, le tranchant vers le haut ; on devine d'autres armes. L'ensemble a souffert d'un quart de siècle d'accès libre (pilier 53, trilithe sud).

#### StonehengeIIIa
Stonehenge III a (-2000). Transport des blocs de sarsen depuis la région de Marlborough ; démantèlement du double cercle de pierres bleues ; érection des trilithes de sarsen, du grand cercle de sarsen, de la Slaughter Stone (en français : « pierre des sacrifices ») et de son pendant (datation radiocarbone de bois de cervidé provenant de la rampe d'érection du pilier 56 : -2120 ± 160) ; gravures exécutées après l'érection des sarsens.

##### Démantèlement du double cercle de pierres bleues
L’étape suivante des travaux survient à la fin du -IIIe millénaire , alors que partout en Europe, la grande période du mégalithisme est éteinte : toutes les pierres bleues des cercles Q et R sont d’abord retirées et mises à l’écart, laissant le terrain libre pour le nouveau projet.
On voit alors s’ériger sur le site un complexe mégalithique exceptionnel de soixante-quinze monolithes (à l’origine), sur lesquels se concentrent encore aujourd’hui tous les regards des visiteurs.

##### Extraction, transport et façonnage des blocs de sarsen

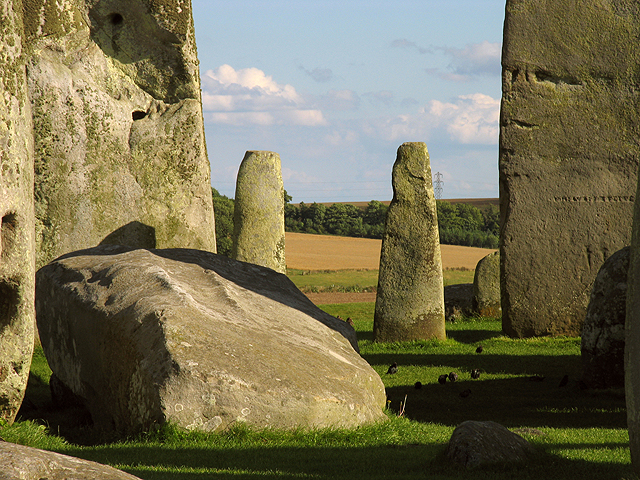
Aspect des différents matériaux constituant le cromlech, vus au télé-objectif depuis le nord-ouest. Éléments de trilithes en grès sarsen : pilier 59 (fragment 59a couché, avec traces de débitage) et pilier 52 (plus au fond, dressé, à gauche) ; pilier 53 (avec gravures de poignard et hache, dressé, à droite). Pierres bleues du fer à cheval central (dressées, au centre de l'image) : 62, 63.

Les immenses monolithes, uniformément constitués de grès « sarsen » de l’Oligocène-Miocène, ont été extraits de plusieurs carrières, comme le suggère le nombre de variétés de cette roche (trois, voire plus). La majorité provient de carrières situées à 40 km environ au nord de Stonehenge, dans les Marlborough Downs, à l’est d’Avebury. Il est possible que certains grès sarsen proviennent de sites dans le sud et sud-est de l'Angleterre (Hampshire, Buckinghamshire, Kent)[réf. souhaitée].
Ces grès « sarsen », dont l’étymologie remonterait au vieux mot saracen (« sarrasin »), ont été formés au-dessus de la craie par l’agglomération d’une couche régulière de sable siliceux dont ils ont gardé l’épaisseur relativement constante et les deux plans principaux naturellement parallèles. Les pierres ont été choisies et extraites avec soin, selon les dimensions désirées.
Le transport de ces monolithes, dont les plus gros pèsent environ cinquante tonnes, constitue une aventure d’ingénierie collective sans pareille. Une colline, au milieu du trajet, n’a pas facilité cette opération pour laquelle Atkinson ne propose rien d’autre que traîneaux, cordes et rouleaux de bois, occupant des milliers d’hommes durant des décennies.
À l'aide d'un marteau avec des balles de pierre appelées mauls (masses), les surfaces des monolithes ont subi un façonnage soigné (bouchardage, martelage pour parfaire leur aplanissement, et polissage final par frottement avec des galets et un abrasif constitué de silex écrasés dans de l'eau).

##### Les trilithes

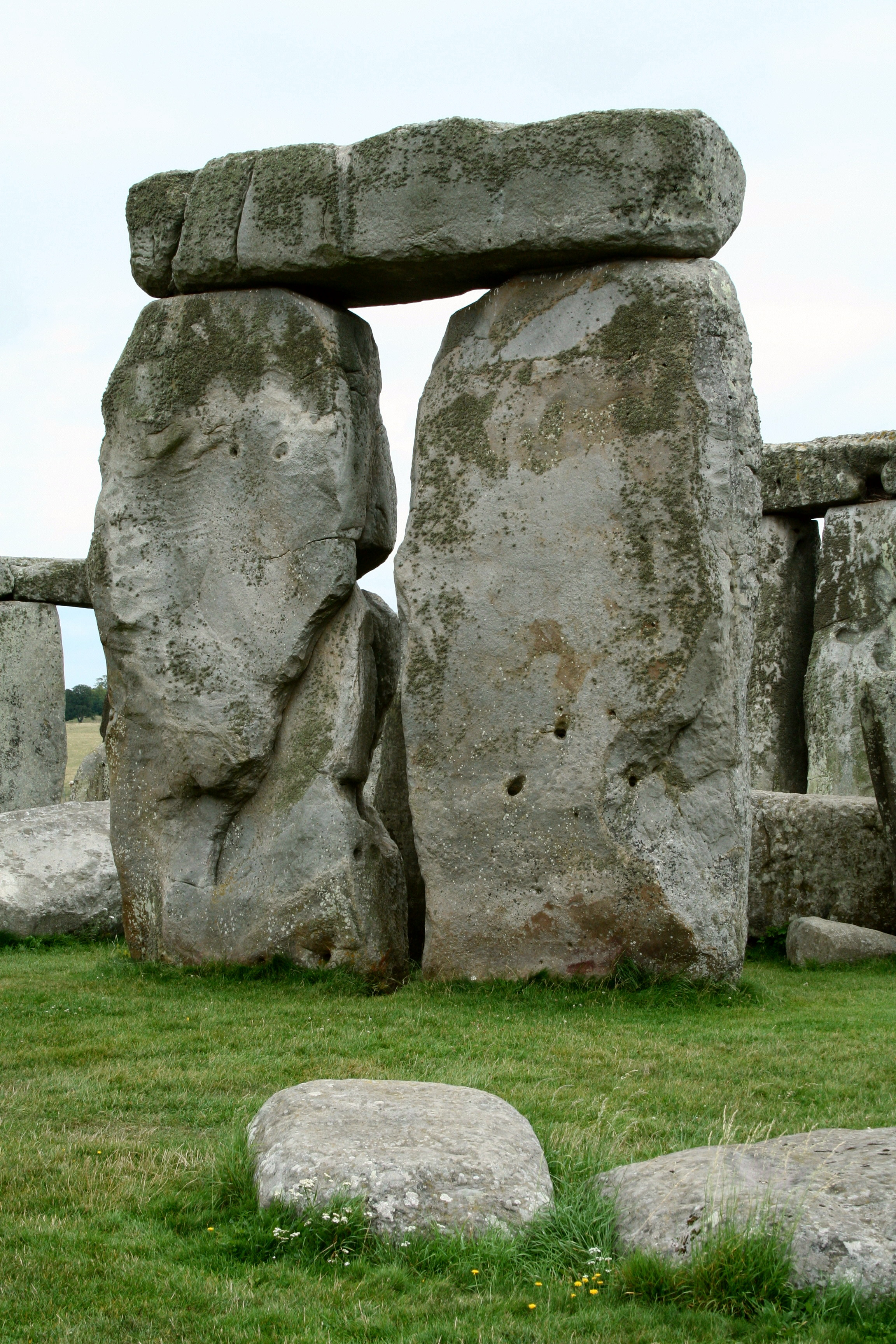
Trilithe ouest (57, 58, 158).

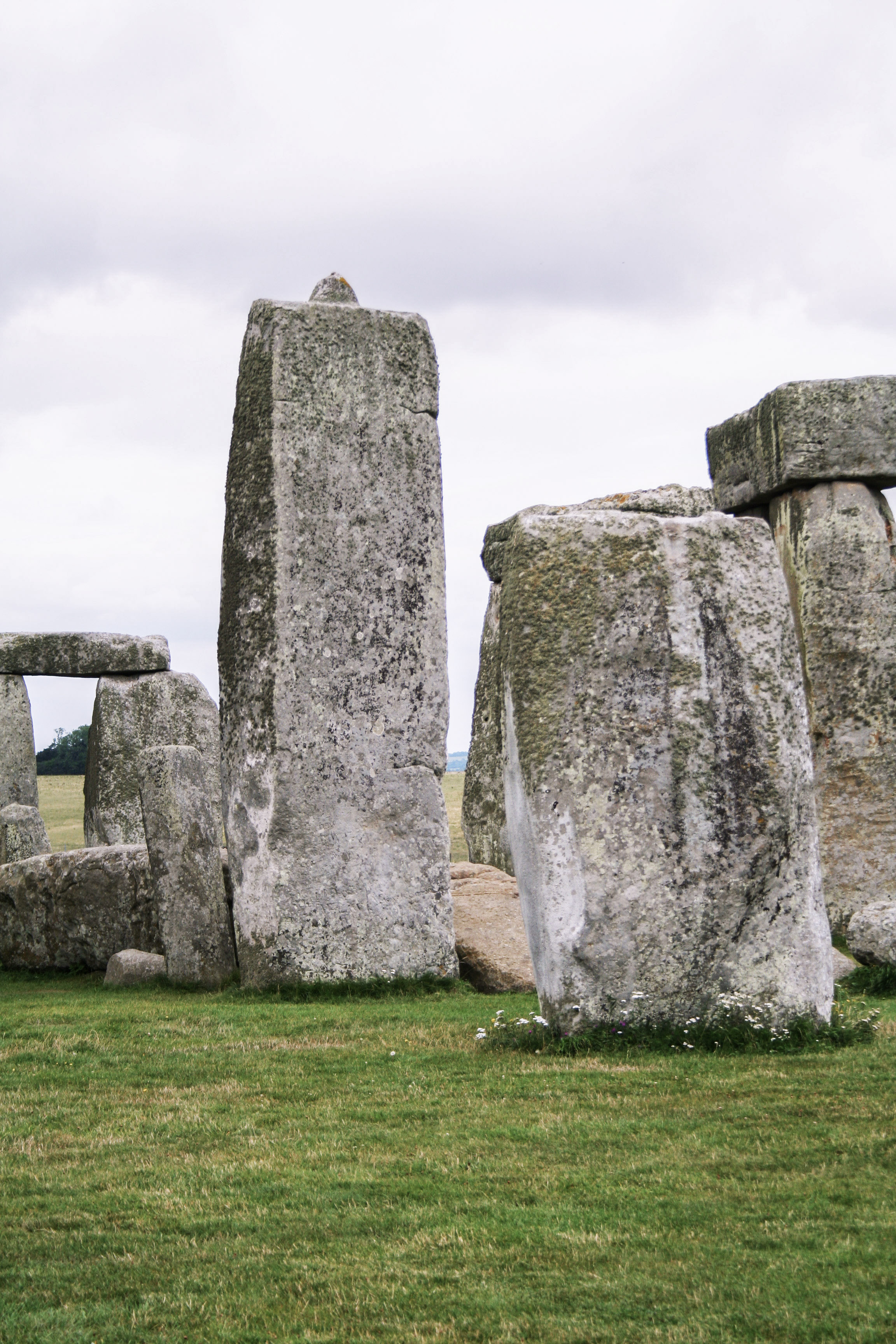
Pilier restant du grand trilithe central (56).

Les trilithons ou trilithes sont cinq groupes de trois monolithes de grès sarsen levés et disposés comme des portiques selon un plan en forme de fer à cheval laissant au nord-est une ouverture de 13,70 mètres de largeur. Les énormes pierres ont été travaillées sur le chantier à l'aide de boules de pierre qui laissent sur le grès dur les traces en vagues parallèles caractéristiques de cette méthode bien connue des civilisations de l'Égypte antique (cf. Obélisque inachevé). Puis les pierres ont été assemblées selon des techniques de charpente, par tenons et mortaises : chacun des dix piliers présente un tenon unique central en sa partie supérieure et les cinq linteaux, pesant jusqu'à cinquante tonnes, présentent chacun deux mortaises de forme ovale.
Les trilithes sont disposés symétriquement : les deux plus petites paires de trilithes atteignaient six mètres de hauteur, les suivantes 6,50 mètres, tandis que le grand trilithe unique du côté sud-ouest devait atteindre 7,3 mètres de hauteur, linteau compris. En partant de l'ouverture NE dans le sens des aiguilles d'une montre, les deux premiers trilithes sont les seuls qui nous soient parvenus intacts, tandis que le grand trilithe central est depuis longtemps effondré : le pilier du trilithe principal, haut de 6,70 mètres, a été redressé en 1901 ; l'autre gît au sol, brisé en plusieurs morceaux ; le linteau est également renversé sur le flanc, montrant bien les deux mortaises ovales de l'assemblage. Le linteau du quatrième trilithe, tombé en 1797, a été remis en place en 1956, comme le montrent les photos d'Atkinson ; le dernier trilithe, quant à lui, est incomplet et brisé en plusieurs morceaux.
Les piliers des trilithes sont disposés par paires très faiblement espacées ; leur profil va diminuant vers le haut selon une courbe qui s'accentue nettement dans la partie haute, ce qui n'est pas sans rappeler le principe de l'entasis des anciens temples grecs, qui donne l'illusion de colonnes plus élancées et plus droites.
Les figures gravées d'un poignard et de têtes de haches ont été relevées sur l'un des piliers (pierre 53) du trilithe sud. D'autres gravures de têtes de haches ont été repérées sur les faces extérieures des pierres situées au nord-est du grand cercle de sarsen (pierres 3, 4 et 5). Ces figures sont difficiles à dater, mais sont d'aspect très semblable aux types d'armes bien connus du Bronze tardif.

##### Le grand cercle de sarsen

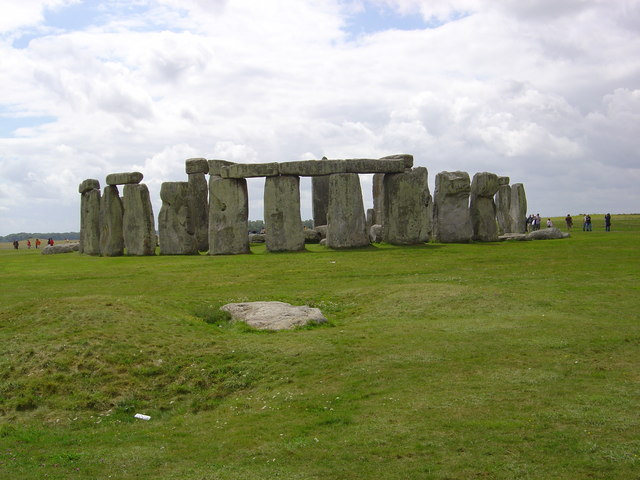
Le grand cercle de sarsen vu de l'entrée NE ; au sol, la « pierre des sacrifices ».

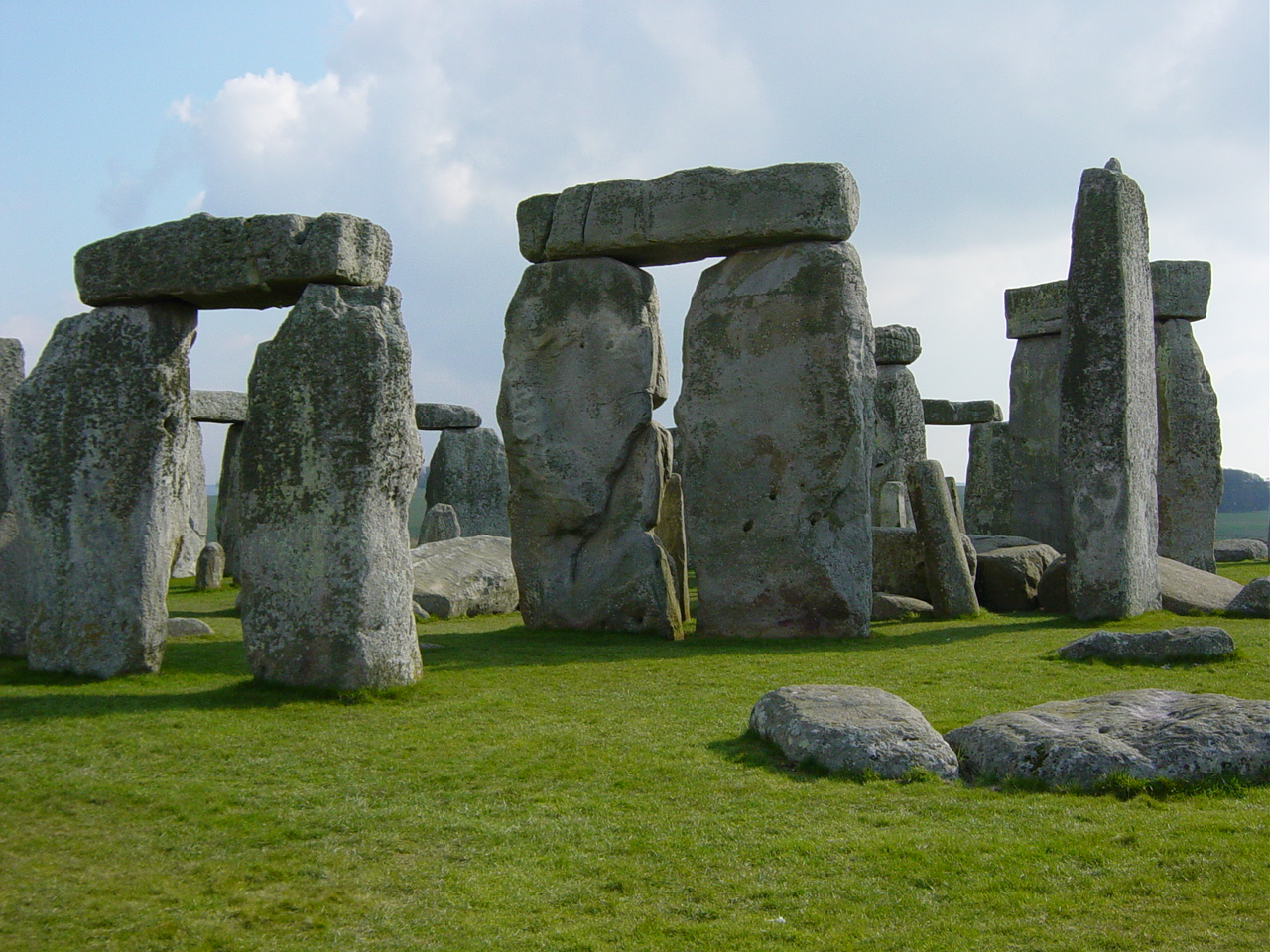
Élément du cercle de sarsen et trilithe ouest. On observe sur l'orthostate à droite le tenon sommital.

Le grand cercle de grès sarsen est constitué de trente monolithes érigés en un cromlech de trente-trois mètres de diamètre et surmontés de trente linteaux. Chaque pilier comporte un tenon correspondant aux deux mortaises ovales de chacun des linteaux, qui ont été mis bout à bout par un assemblage précis de rainures et languettes taillées en pointe, suivant l'art du bois et le savoir-faire charpentier : l'ensemble forme ainsi un anneau continu suspendu au sommet de la structure.
L'effet visuel final a été le souci permanent des constructeurs, de même que pour les trilithes : les orthostates (pierres verticales) s'élargissent légèrement vers le haut, afin que, vue du sol, leur perspective demeure constante, tandis que les linteaux de pierre sont taillés légèrement en courbe, afin de conserver la disposition circulaire générale du monument. Chaque pilier présente sa meilleure face vers l'intérieur du cercle. La taille est plus rustique que celle des trilithes et les faces extérieures sont quasi brutes de carrière.
L'épaisseur moyenne de ces pierres est de 1,10 m et la distance moyenne entre elles est d'environ un mètre. L'un des orthostates, au sud-est, est beaucoup plus petit que les autres, anomalie qui a fait couler beaucoup d'encre : on a voulu y voir une entrée latérale supportant des linteaux en bois… Atkinson suggère que l'on a dû s'accommoder d'un tel orthostate réduit, simplement par manque d'un élément disponible de plus grande taille. Toute la partie ouest du cercle est d'ailleurs manquante, et pendant longtemps les chercheurs pensaient que le chantier n'avait jamais été mené à son terme, les soixante monolithes nécessaires à l'achèvement du monument n'ayant pu être acheminés sur le site. Mais en 2013, la succession d'un printemps humide et d'un été chaud et très sec a révélé des traces d'herbe brûlée correspondant aux mégalithes aujourd'hui disparus, ce qui suggère que le chantier avait bien été achevé.
Les orthostates mesurent en moyenne 4,10 m de haut, 2,10 m de large et pèsent environ vingt-cinq tonnes. Les linteaux de pierre, quant à eux, mesurent chacun environ 3,20 m de long, un mètre de large, avec une épaisseur de 0,80 m : ils pèsent environ sept tonnes. Les sommets des linteaux sont suspendus, pour ceux qui le sont encore, à 4,90 m au-dessus du sol.

##### LaSlaughter Stone(«pierre des sacrifices»)
La Slaughter Stone (4) est un nom de fantaisie donné par les anciens explorateurs à une pierre de sarsen soigneusement taillée, longue de 7 m, autrefois levée, aujourd'hui tombée vers l'intérieur du monument, affleurant à peine, à proximité du talus. Elle faisait partie des deux, ou peut-être trois grands portails qui marquaient l'entrée nord-est.

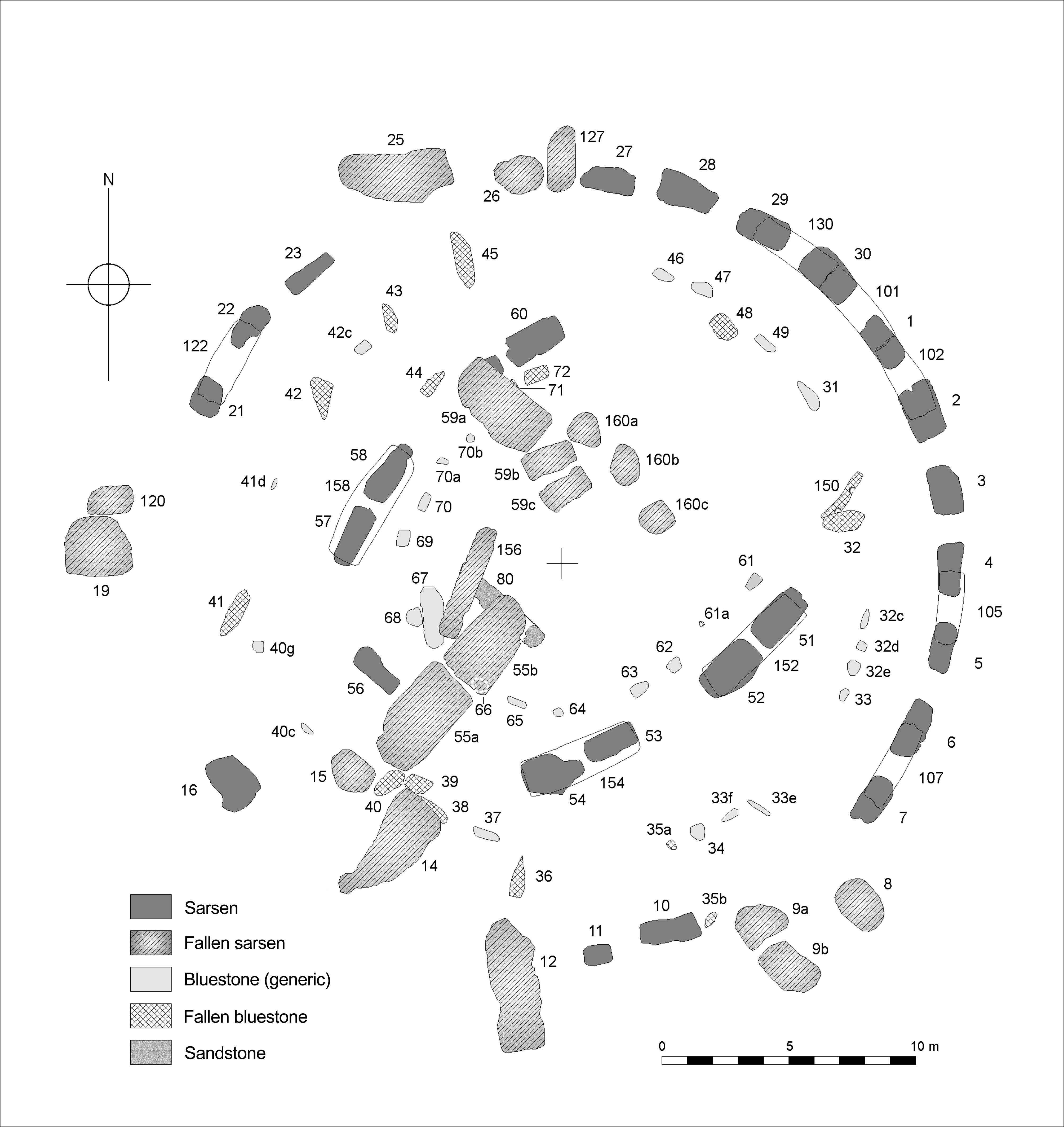
Plan du cromlech central, avec la numérotation officielle des pierres.
• Cercle extérieur de sarsen : pierres 1 à 30 et linteaux 101 à 130.
• Cercle intérieur des pierres bleues : 31 à 49.
• Trilithons de sarsen : pierres 51 à 60 et linteaux 152 à 160.
• Fer à cheval des pierres bleues : 61 à 72.
• « Pierre d'autel » : 80.

#### StonehengeIIIb
Stonehenge III b (-2000/-1550). Taille et érection des pierres bleues dans une nouvelle disposition circulaire ; puis creusement et abandon des trous Y et Z restés inachevés (datation radiocarbone de bois de cervidé de la base du trou 30 du cercle Y : -1540 ± 120).

##### Nouveau cercle de pierres bleues
Plus tard dans l'âge du bronze, les pierres bleues, récupérées des cavités Q et R délibérément remblayées, semblent avoir été réérigées une première fois à l'intérieur du cercle des sarsens, bien que les détails exacts de cette période ne soient pas encore très clairs. Quelques-unes d'entre elles ont été travaillées dans le style des constructions en bois, tout comme les sarsens eux-mêmes, ce qui suggère qu'elles pourraient avoir été liées par des linteaux et avoir fait partie d'une structure plus vaste au cours de cette période.

##### Les trous Y et Z

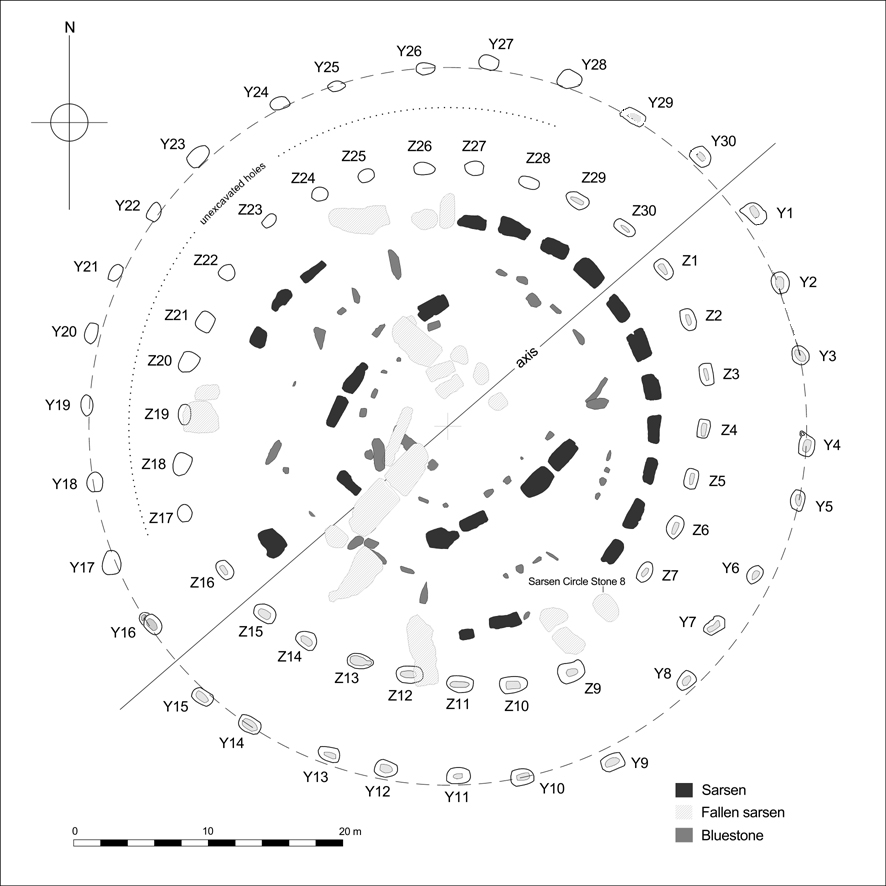
Plan des cercles des trous Y et Z, à l'extérieur de la structure centrale en pierre.

Il existe à l'extérieur du cercle de sarsen deux cercles un peu irréguliers de chacun trente grandes cavités (11, 12), correspondant à chacun des 30 piliers du cercle de pierre et disposés en couronne tout autour d'eux. Ces trous, découverts et fouillés pour la moitié d'entre eux par Hawley en 1923, ont été rebouchés et sont peu visibles de nos jours ; deux autres ont été fouillés et étudiés minutieusement par Atkinson en 1953 ; les autres, non fouillés, mais bien repérés, sont absolument indécelables par les visiteurs. Leur forme rectangulaire aux parois verticales (dimensions moyennes : 1,80 × 1,20 mètre ; profondeur uniforme : 1,05 mètre pour le cercle Z et 0,92 mètre pour le cercle Y), leur aspect inachevé et leur contenu (terre, fragments de rhyolite et de grès sarsen, fond garni de silex brut) montrent qu'il s'agit très probablement d'un projet avorté de réorganisation des pierres bleues à l'extérieur du cercle de sarsen.

##### L’Altar stone(«pierre d'autel»)

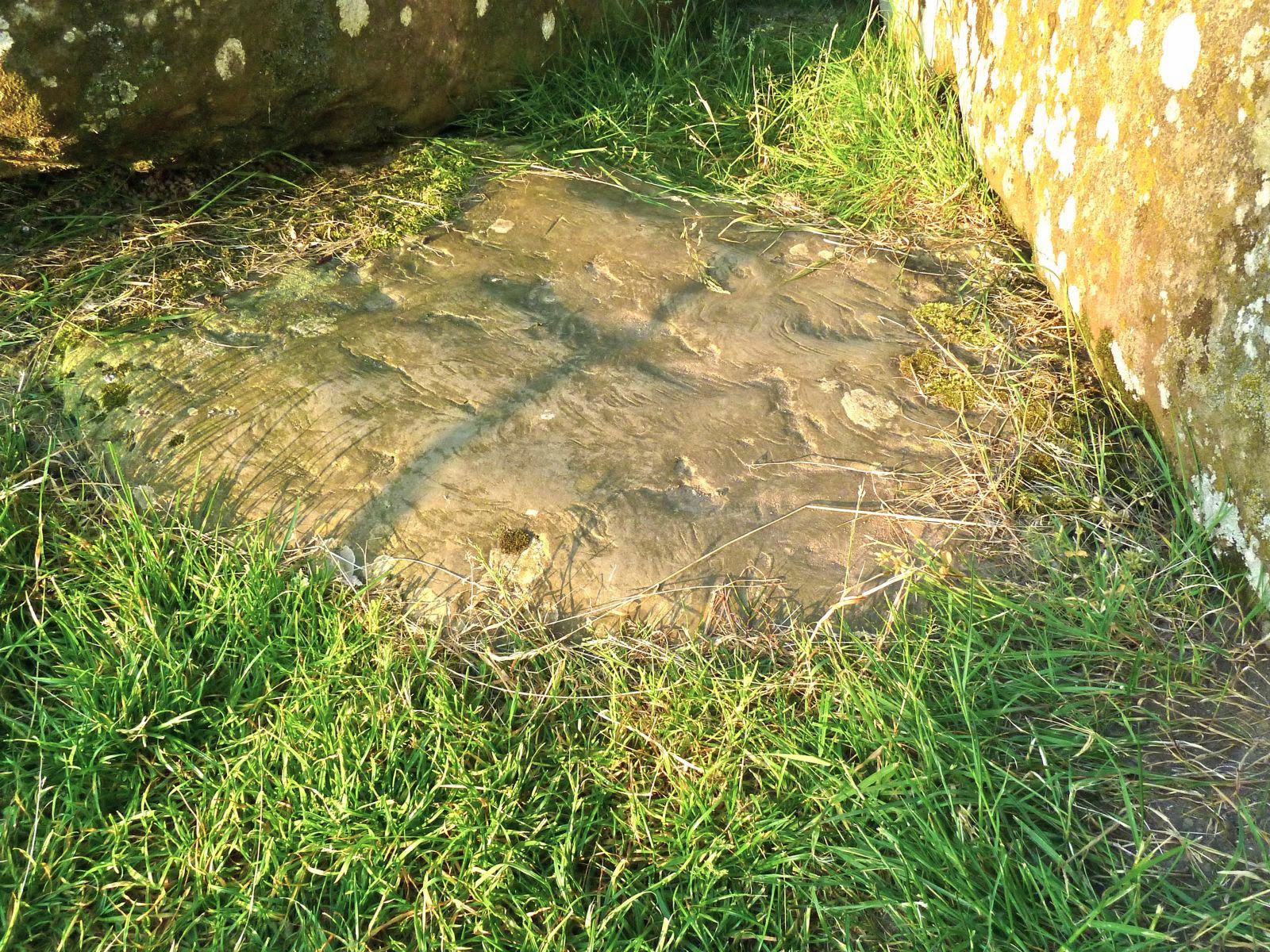
Aspect usé de la « pierre d'autel », entre le fragment 55b du pilier 55 (à gauche) et le linteau 156 (à droite).

C'est sur le plan tracé par Inigo Jones en 1620 qu'apparaît ce nom de « pierre d'autel » pour désigner le bloc (1) de six tonnes de grès vert micacé du Silurien-Dévonien qui brille au soleil et mesure 4,20 × 1 × 0,50 m, soit deux fois la hauteur des pierres bleues. Ce grès vert provient très vraisemblablement du pays de Galles, où il existe plusieurs gisements d'une telle roche. Cependant, une étude du début des années 2020 est venue « contredire ces théories » en dénotant « une grande teneur en baryum », qui « ne correspondrait pas au grès que l’on retrouve dans le bassin anglo-gallois » mais plutôt à celui de Cumbria, comté du nord-ouest de l’Angleterre ou ceux des îles écossaises des Shetland et des Orcades.
En 2024, une étude de l'université Curtin en Australie,, permet d'en préciser l'origine avec une grande certitude. Cette pierre proviendrait du bassin orcadien, dans le Nord-Est de l'Écosse, à 700 km du site.
Son nom de pierre d'autel et sa position horizontale, coincée sous les éléments tombés à terre du trilithe principal (fragments du pilier 55 et linteau 156) peuvent prêter à confusion quant à sa destination première. En fait, elle peut fort bien avoir été dressée, formant un menhir de nature unique dans un endroit unique, au beau milieu du monument.
Le visiteur a aujourd'hui de la peine, depuis le parcours qui lui est imposé, à repérer cette pierre dissimulée dans le chaos central du monument, aux trois quarts enterrée, mais il peut, s'il se montre un peu attentif, en distinguer la surface horizontale scintillante, très usée par les piétinements des visiteurs antérieurs.

#### StonehengeIIIc
Stonehenge III c (-1550/-1100). Démontage de la précédente structure de pierres bleues ; réérection des pierres bleues en un cercle et un ovale concentriques, comme on peut encore en voir certaines aujourd'hui.
Cette phase a connu une nouvelle réorganisation des pierres bleues de dolérite, qui ont été placées en cercle entre les deux structures de sarsens et en ovale en plein centre du monument.

##### Les pierres bleues réorganisées en un dernier cercle

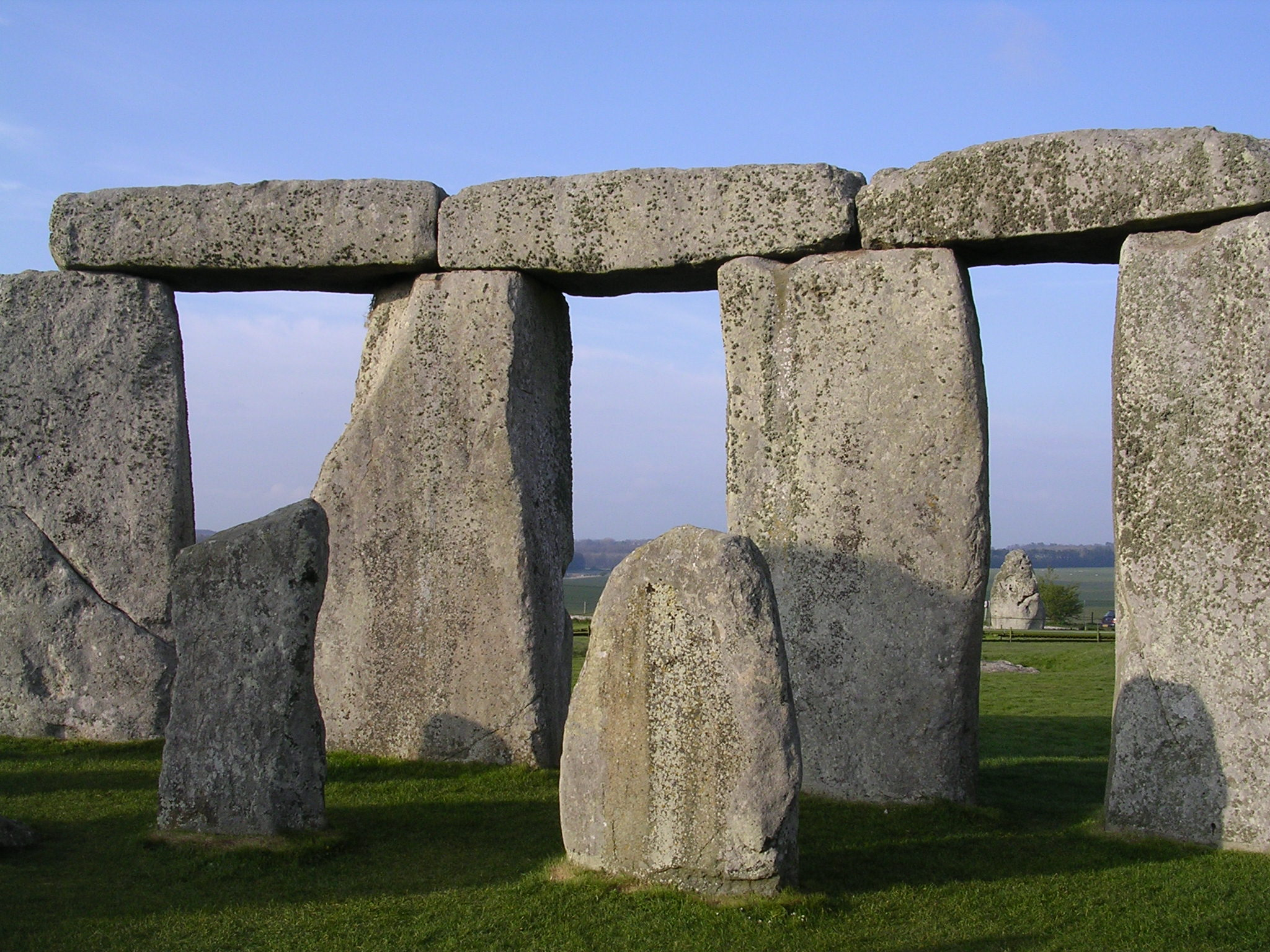
Au premier plan : deux pierres bleues dressées flanquant l'entrée et appartenant au dernier cercle ; au deuxième plan : éléments du cercle de sarsen avec linteaux en place ; tout au fond, on peut apercevoir la Heel Stone.

Le cercle, tel qu'il se présente aujourd'hui, est très incomplet : six pierres sont plus ou moins intactes et dressées à la verticale ; cinq sont penchées, huit sont à terre, entières ou fragmentaires, et dix sont réduites à des moignons en sous-sol. Leurs formes sont variées, plus ou moins en forme de colonnes, certaines brutes d'extraction, d'autres plus travaillées. Deux d'entre elles sont d'anciens linteaux soigneusement taillés, ayant fait partie d'une structure incurvée et présentant des mortaises ovales analogues à celles relevées sur les grands linteaux de sarsen. Chaque pierre bleue mesure environ 2 m de hauteur, entre 1 m et 1,50 m de largeur, et jusqu'à 0,80 m d'épaisseur. Il est possible que ce cercle final ait été composé d'une soixantaine de pierres bleues.

##### L'ovale des pierres bleues, finalement réduit en fer à cheval
L'aspect de cette ultime structure qui se dresse au centre du monument, à environ un mètre à l'intérieur du grand fer à cheval de sarsen, est tout différent de celui du précédent cercle de pierres bleues : elles sont cette fois soigneusement disposées à intervalles réguliers, à tel point qu'on peut établir qu'elles ont formé une structure ovale comptant dix-neuf pierres, dont des trilithes. Six d'entre elles sont encore dressées à la verticale, une autre est en position inclinée, et plusieurs autres sont à l'état de fragments. Elles ont toutes été travaillées avec beaucoup de soin en piliers quadrangulaires ; l'une d'entre elles, qui présente à son sommet un tenon arasé, a fait à coup sûr partie d'un ancien trilithe, tandis que deux autres présentent curieusement, l'une une feuillure, l'autre une rainure creusée tout du long, qui suggèrent que ces pierres, à un certain moment, se sont emboîtées latéralement pour un usage inconnu.
Pour finir, la section nord-est de l'ovale des pierres bleues a été enlevée, créant une structure en fer à cheval qui reproduit la forme de la structure centrale des trilithes de sarsen.
Seules des modifications mineures ont été apportées après cette phase.

#### Dernière étape
Stonehenge IV (-1100). Extension de l'Avenue jusqu'à l'ouest d'Amesbury (datation au radiocarbone d'os et de bois de cervidés des fossés situés à l'ouest d'Amesbury : -1075 ± 100).
On a aussi retrouvé le squelette d'un jeune garçon (date calibrée -780 / -410). Une large tranchée enroulée en arc, qui s'approfondit vers l'E-N-E en direction de la Heel Stone, est datée de la fin VIIe siècle av. J.-C. / VIe siècle av. J.-C.

#### Abandon du site
Destruction délibérée du monument au cours des premiers siècles de notre ère.
Des monnaies romaines ont été retrouvées, ainsi que la tombe d'un Saxon décapité, datée du VIIe siècle.

## Études et fouilles archéologiques

### Premières études

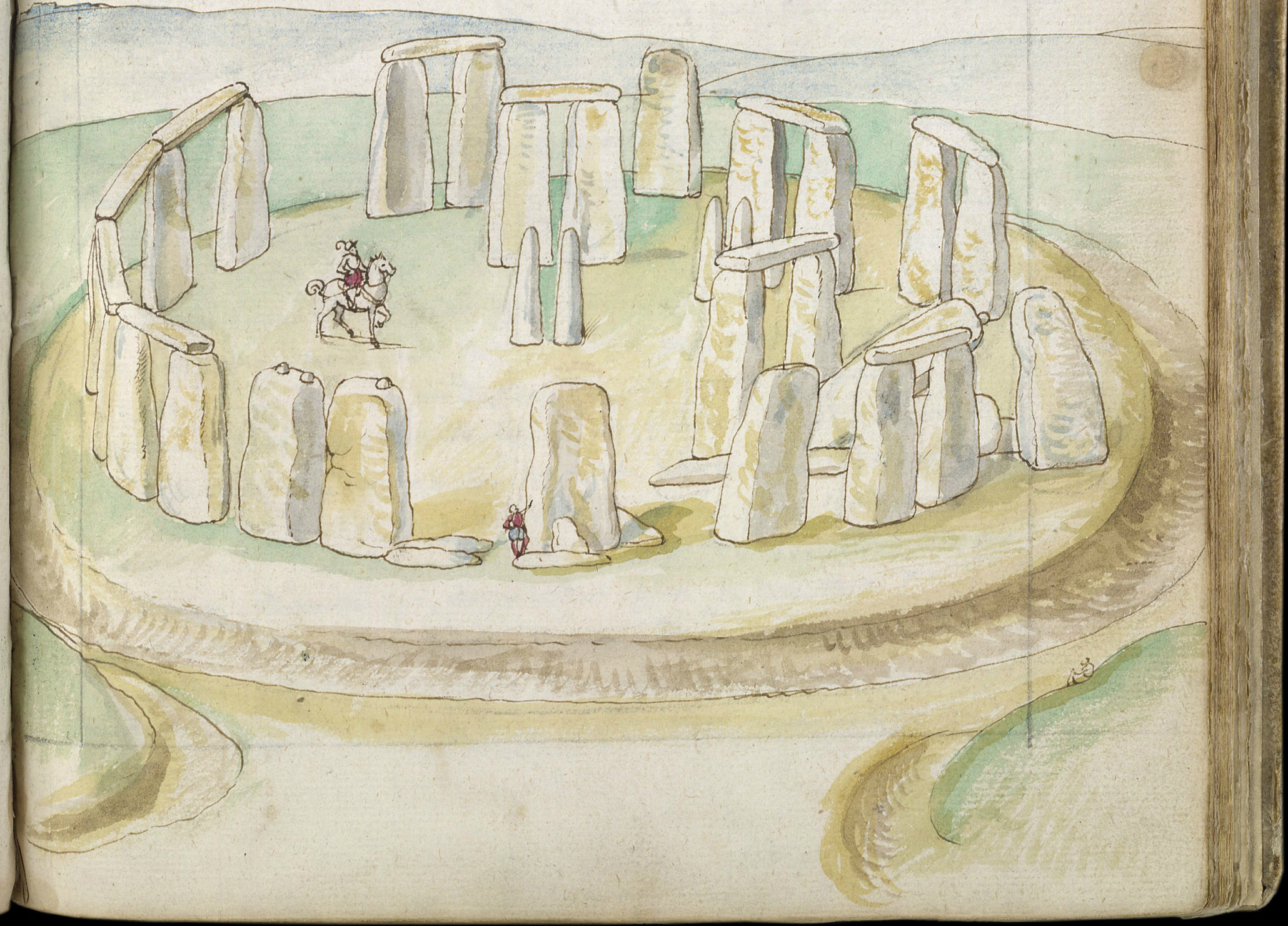
La première représentation réaliste de Stonehenge figure dans la Corte beschryvinghe van England Scotland ende Irland (vers 1567-1577) de Lucas de Heere.

La première mention écrite de Stonehenge est celle donnée de manière malheureusement peu explicite par l'historien grec Diodore de Sicile : « Il y a au-delà de la Celtique, dans l'Océan, une île qui n'est pas moins grande que la Sicile. Cette île, située au nord, est habitée par les Hyperboréens, ainsi nommés parce qu'ils vivent au-delà du point d'où souffle Borée. (…) On voit dans cette île une vaste enceinte consacrée à Apollon, ainsi qu'un magnifique temple, de forme ronde, orné de nombreuses offrandes ». On ne voit pas à quel autre ensemble de monuments qu'Avebury et Stonehenge on pourrait identifier une telle description.
Le Moyen Âge voit en Stonehenge une danse des géants ou une œuvre du diable, avant que les « antiquaires » du XVIIe siècle ne lui attribuent une origine plus humaine et, en bons scientifiques, ne commencent à mesurer et dessiner. En 1621, le roi Charles Ier se fit accompagner sur les lieux par son architecte favori Inigo Jones qui exécuta un croquis du monument restitué, où figurent en bonne place les fossés, le cercle de sarsens et les trilithes. En 1626, ce fut au tour de John Aubrey de composer un livre intitulé Templa druidum et de dresser un plan d'une bonne précision.
L'exigence scientifique s'accroît avec les recherches de William Stukeley, ami de Newton, qui, en 1740, publie un livre attribuant Stonehenge au druidisme, opinion encore solidement ancrée dans les croyances populaires britanniques. Malgré des mesures précises et des observations rigoureuses, sa reconstruction géométrique du monument, à la règle et au compas, apparaît aujourd'hui très idéalisée. Un peu plus tard, en 1747, John Wood l'Ancien (en), l'architecte de Bath, fait un relevé avec les coordonnées précises des pierres encore en place, mais continue à attribuer Stonehenge aux druides. Le trilithe 57-58 s'écroule le 1er janvier 1797.
Au XIXe siècle, Stonehenge est visité et étudié par de nombreux savants. Le grand égyptologue William Matthew Flinders Petrie réalise des relevés dès 1874 jusqu'en 1877, il a également conçu un système de numérotation des pierres encore utilisé par les archéologues aujourd'hui. L'astronome Norman Lockyer fit des relevés toujours plus précis, assortis d'observations astronomiques auxquelles prit part Arthur Evans, le célèbre restaurateur du palais de Cnossos. Pour clore le siècle, ce fut le pilier 22 qui s'écroula le 31 décembre 1900, entraînant dans sa chute le linteau correspondant.

### Fouilles et recherches duXXesiècle

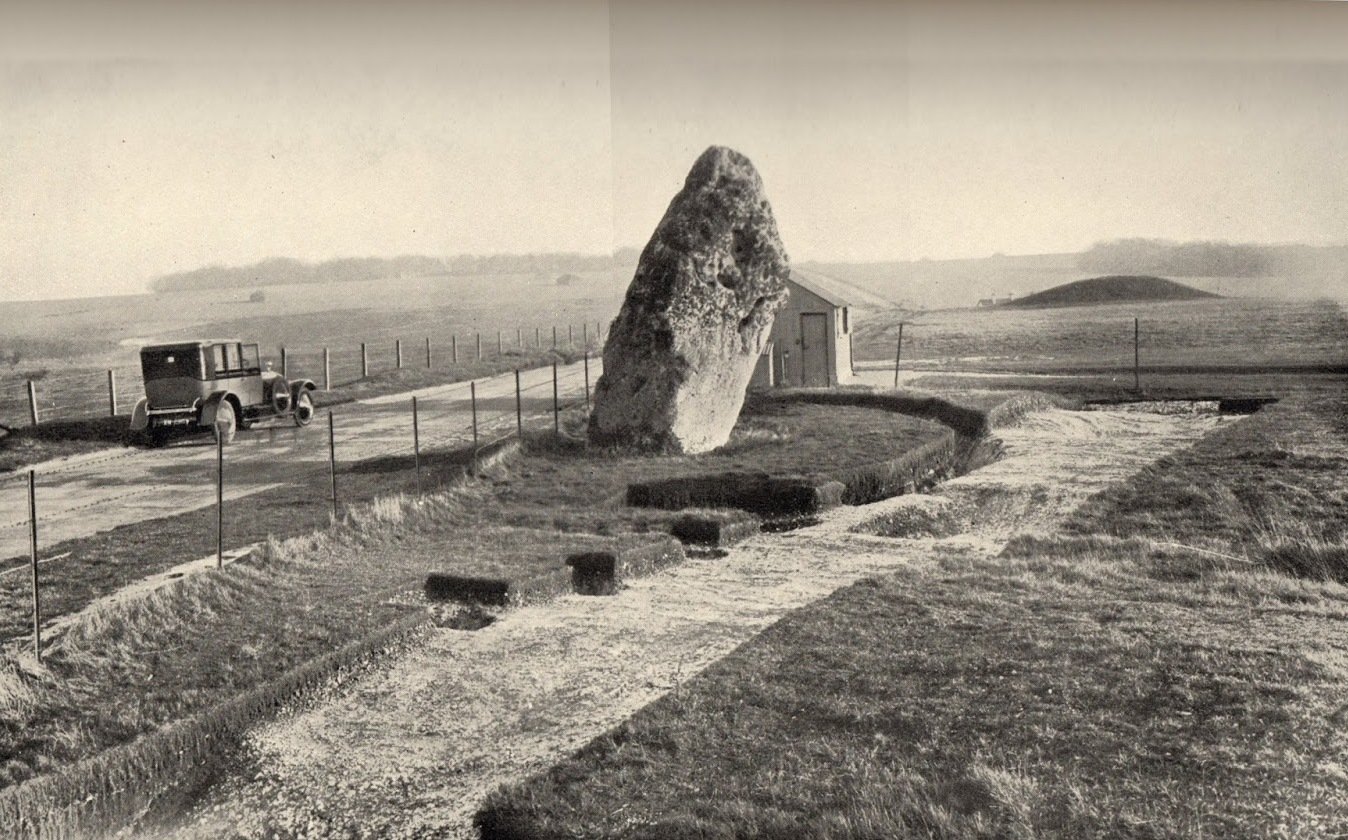
Fouilles de la Heel Stone et de son fossé, en 1923.

Les recherches furent menées successivement durant la première moitié du XXe siècle par le professeur Gowland, qui releva le montant 56 du trilithe central, et le colonel Hawley, qui n'hésita pas à décaper la moitié du site, fouillant quantité de cavités, à la recherche d'objets caractéristiques, ce qu'on ne manqua pas de lui reprocher par la suite. Enfin, à partir des années 1950, le préhistorien Richard J. C. Atkinson et ses collègues les professeurs Ernest Stuart Piggott et John F.S. Stone (en), reprirent les fouilles et rassemblèrent de très nombreuses observations, assorties des premières datations scientifiques au radiocarbone. Pour clore leur campagne, ils remirent en place et consolidèrent, en 1957, les éléments les plus récemment écroulés (piliers et linteaux 57-58 et 22-122), avec les moyens modernes du génie civil. La dernière restauration a été effectuée en 1963, après la chute du pilier 23 du cercle de sarsen : il fut redressé et scellé, et on en profita pour consolider au béton trois autres pierres,,.

### Fouilles et recherches duXXIesiècle

#### Recherches de 2003 à 2008
De nouvelles fouilles ont été menées entre 2003 et 2008 par une équipe dirigée par Mike Parker Pearson, sous le nom de Riverside Project. Ce projet visait principalement à établir les relations pouvant exister entre Stonehenge et les monuments associés, notamment Durrington Walls, où a été découverte une autre Avenue, beaucoup plus courte, menant à la rivière Avon. Le point où l’Avenue de Stonehenge rencontre la rivière a également été fouillé : il a révélé une construction circulaire jusque-là inconnue, comprenant un ensemble de quatre pierres qui marquaient probablement le point de départ de l'Avenue.
En avril 2008, Timothy Darvill, de l'Université de Bournemouth et Geoff Wainwright (en), de la Société des Antiquaires, ont commencé une autre fouille à l'intérieur du cercle de Stonehenge pour tenter de récupérer des fragments datables autour des pierres bleues. Ils ont réussi à dater l'érection de certaines pierres bleues à 2300 av. J.-C.. Ils ont également découvert des matières organiques datables à partir de 7000 av. J.-C., ce qui, s'ajoutant aux trous de poteaux mésolithiques, renforce l'idée que le site a été utilisé au moins 4000 ans avant le monument de Stonehenge.
En août et septembre 2008, dans le cadre du projet Riverside, Julian Richards et Mike Pitts (en) ont fouillé le trou d'Aubrey no 7 et enlevé des restes incinérés dans plusieurs trous d'Aubrey, fouillés par Hawley dans les années 1920 et réinhumés en 1935.

#### Étude cartographique de 2010
En juillet 2010, la mission cartographique Stonehenge New Landscapes Project a mis au jour fortuitement, par des techniques de magnétométrie, les vestiges d'un monument cérémoniel à moins d'un kilomètre du cercle principal. Il comprend un fossé segmenté avec des entrées nord-est/sud-ouest, en opposition, avec des fosses internes qui font jusqu'à un mètre de diamètre et qui aurait pu avoir une structure en bois. Ce monument semble être contemporain de Stonehenge et avoir la même orientation.

#### Étude géologique de 2011
Le 18 décembre 2011, des géologues de l'Université de Leicester et le Musée national du pays de Galles ont annoncé avoir déterminé l'origine exacte de certains fragments de rhyolite trouvés dans le débitage de Stonehenge (qui cependant ne semblent correspondre à aucun des menhirs de pierre bleue) : il s'agit d'un éperon rocheux de 70 mètres, appelé Craig Rhos-y-Felin, situé à proximité de Pont Saeson, dans le Nord du Pembrokeshire, à 220 km de Stonehenge,.

#### Découvertes de 2015 et 2016
La détection d'un monument mégalithique enterré, constitué de 90 pierres dépassant 4,50 m de hauteur, sur le site de Durrington Walls, à moins de 3 km du site de Stonehenge, a été annoncée en septembre 2015. L'âge de ce monument serait de 4 500 ans,.
Cependant, les fouilles dirigées par Mike Parker Pearson l'été 2016 ont montré qu'il n'y avait pas de pierres dressées enterrées à Durrington Walls, mais un cercle de très grands trous de poteaux remplis de débris calcaires.

#### Étude des pierres bleues au pays de Galles en 2017-2018

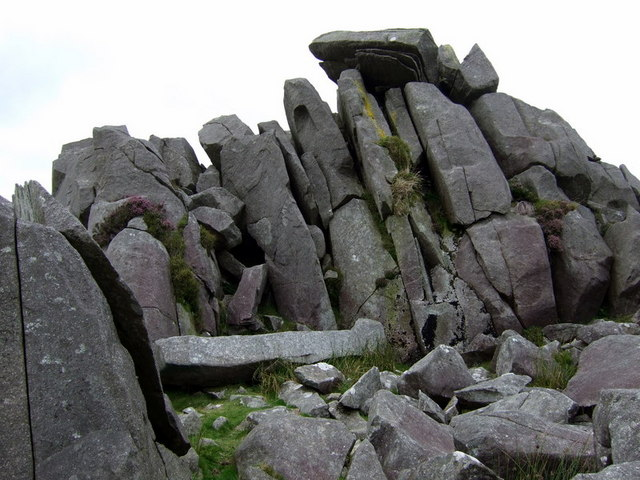
Une des carrières des collines Preseli. Sur le site de Stonehenge, la teinte de la pierre bleue devait contraster avec la blancheur du grès sarsen avant que ces pierres ne soient météorisées et tachetées de mousses et de lichens qui les rendent plus ternes.

Les analyses géochimiques des blocs rocheux de dolérite et de rhyolite des tors dans la région des collines Preseli (Pembrokeshire dans le pays de Galles, comté qui est, à vol d'oiseau, à 210 km de Stonehenge) montrent une correspondance entre les pierres bleues formant le cercle interne de Stonehenge. Elles ont probablement été extraites dans plusieurs carrières de ces collines où les archéologues ont retrouvé des outils d’extraction (coins de pierre taillée, percuteurs) de l'âge de pierre. La datation par le carbone 14 du bois carbonisé et des noisettes a fourni la preuve que ces carrières ont été exploitées deux à trois siècles avant l'érection des pierres bleues de Stonehenge en 3000 av. J.-C..
En 2017 et 2018, des fouilles menées par l'équipe de Mike Parker Pearson dans la région des collines Preseli, sur le site d'un cromlech ruiné à Waun Mawn, ont révélé les vestiges d'un cercle de pierres de 110 m de diamètre, de même taille que les cercles Q et R de pierres bleues de Stonehenge. Le cercle de Waun Mawn comportait notamment la cavité d'une pierre (trou 91 de Waun Mawn) de forme pentagonale, correspondant très étroitement à la pierre pentagonale (pierre 62) de Stonehenge. La datation par luminescence optiquement stimulée (OSL) des sédiments dans les cavités du monument de Waun Mawn a montré que les pierres absentes dans le cromlech avaient été érigées vers -3400/-3200, et enlevées environ 300 à 400 ans plus tard, date conforme aux théories selon lesquelles les mêmes pierres ont été déplacées et utilisées à Stonehenge, avant d'être réorganisées en leurs emplacements actuels et complétées par des grès sarsens locaux. L'activité humaine à Waun Mawn ayant cessé à peu près au même moment, on peut penser que ses habitants pourraient avoir migré vers Stonehenge, transportant avec eux les pierres bleues qui avaient des vertus curatives et représentaient l'incarnation de leurs ancêtres. L'hypothèse a également été formulée que des pierres d'autres sources pourraient avoir été ajoutées à Stonehenge, peut-être issues d'autres cercles démantelés dans la région,.
L'archéologie expérimentale et l'ethnographie des techniques de transport des mégalithes suggèrent que les pierres bleues originaires des collines Preseli et pesant chacune autour de cinq tonnes, n'ont pas été transportées par voie maritime mais ont plutôt transité par la voie terrestre (enrobées de branches d'osier et roulées sur le sol, ou fixées à des traîneaux déplacés sur des rondins de bois, ce qui permet un transport estival de 5 km par jour), du suif ayant pu être utilisé comme lubrifiant pour les frottements de ces traîneaux,.

#### Découvertes à la suite du projet de tunnel routier 2021-2023
En février 2021, les archéologues ont annoncé par voie de presse la découverte d'une quantité « d'artefacts néolithiques et de l'âge du bronze » après des fouilles menées dans le cadre du projet de tunnel routier proposé à proximité du site de Stonehenge. Les découvertes ont porté sur des tombes de l'âge du bronze, de la poterie néolithique tardive et une enceinte en forme de C sur le site prévu du tunnel routier. Parmi les artefacts figurent un objet de schiste et du silex brûlé.
En janvier 2022, des archéologues ont annoncé la découverte de milliers de fosses préhistoriques lors d'une étude de terrain par induction électromagnétique autour du site. L'auteur principal de l'étude, Philippe De Smedt, précise que six grandes fosses ont été creusées dans les temps préhistoriques, dont une, évaluée à environ 10 000 ans, contenant des outils de chasse,.
En juillet 2023, le ministère des Transports a annoncé que les plans d'un tunnel routier de 3,2 km avaient été approuvés. En février 2024, la Haute Cour de Londres a rejeté une tentative de militants visant à arrêter la construction du tunnel.

## Archéoastronomie, construction, art et culture

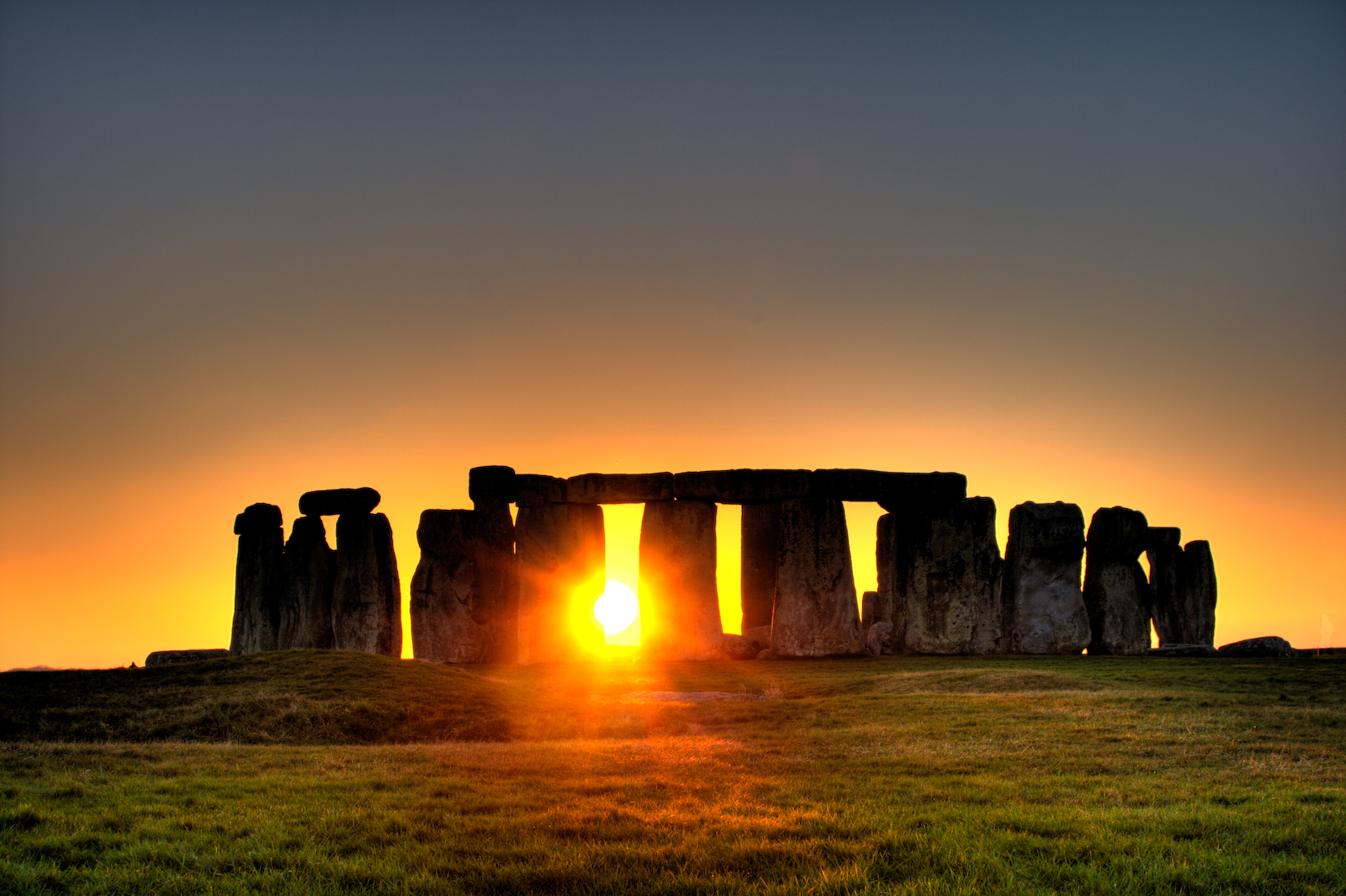
Coucher de soleil

Ces questions sont traitées sur des pages dédiées :
Archéoastronomie, construction et finalité du monument
Art et culture

## Galerie à 360°
Photographies dans le sens des aiguilles d'une montre à partir du nord :

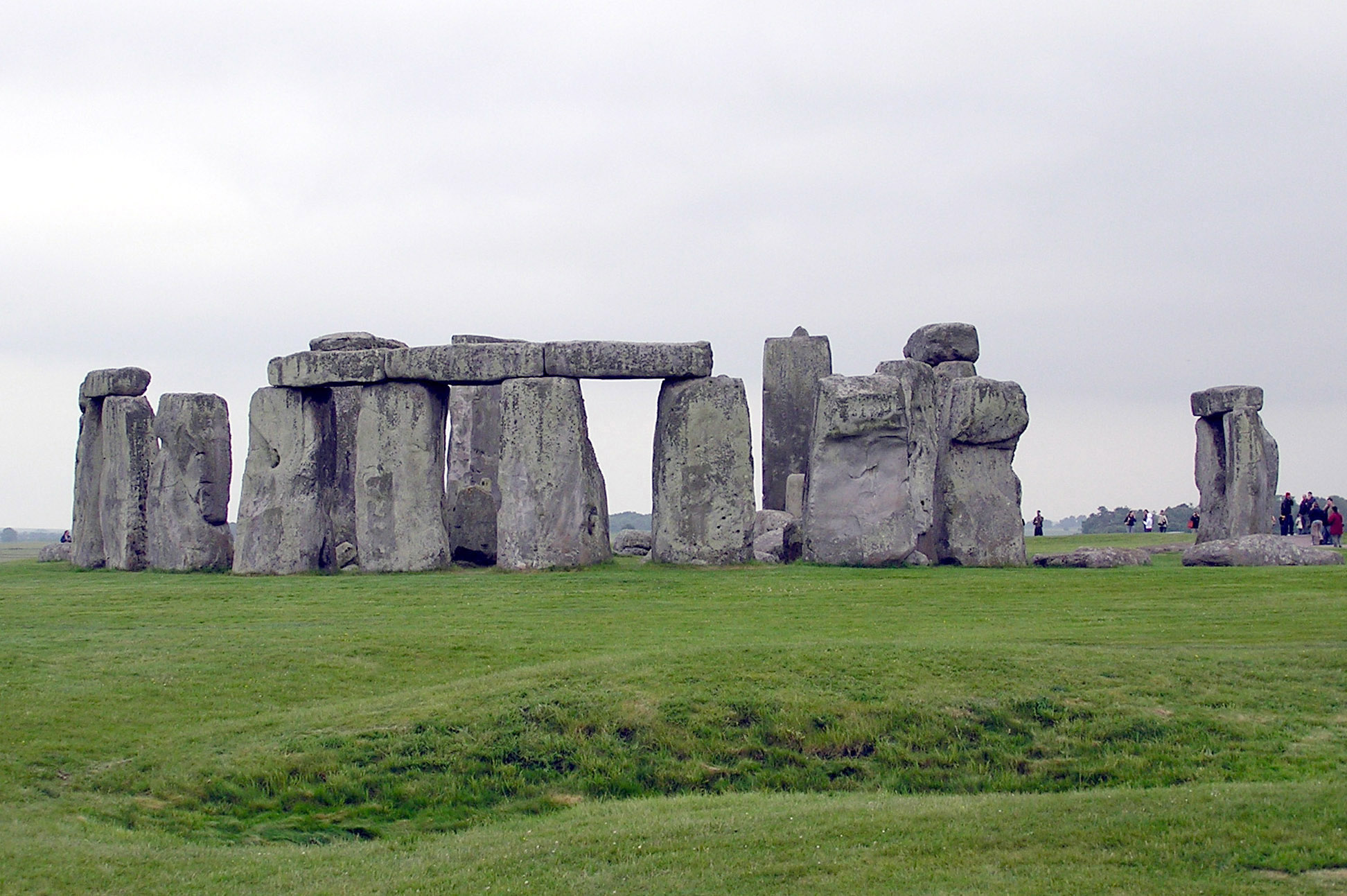
NE : talus de l'enceinte circulaire, cercle et trilithes.
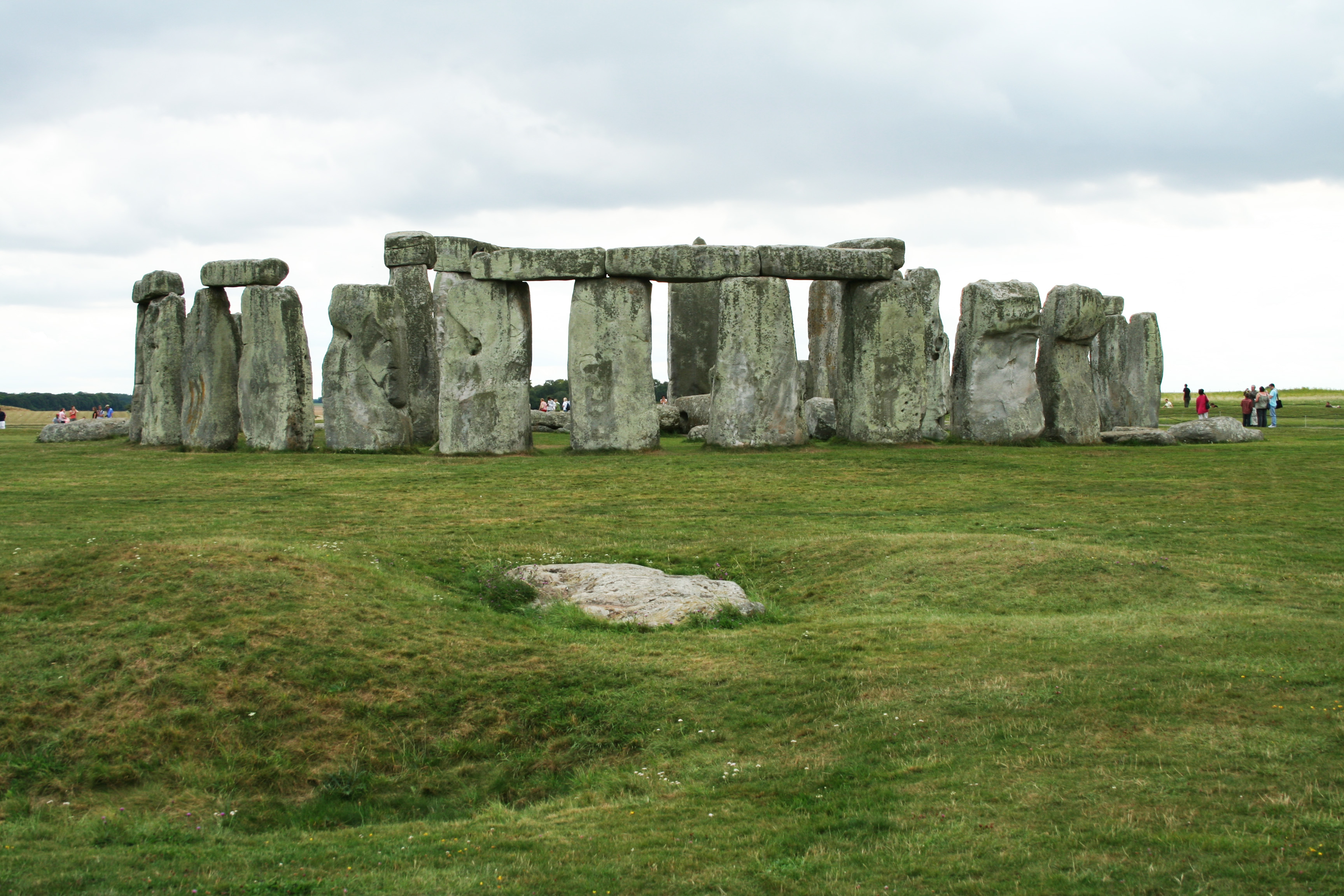
NE : Slaughter Stone.
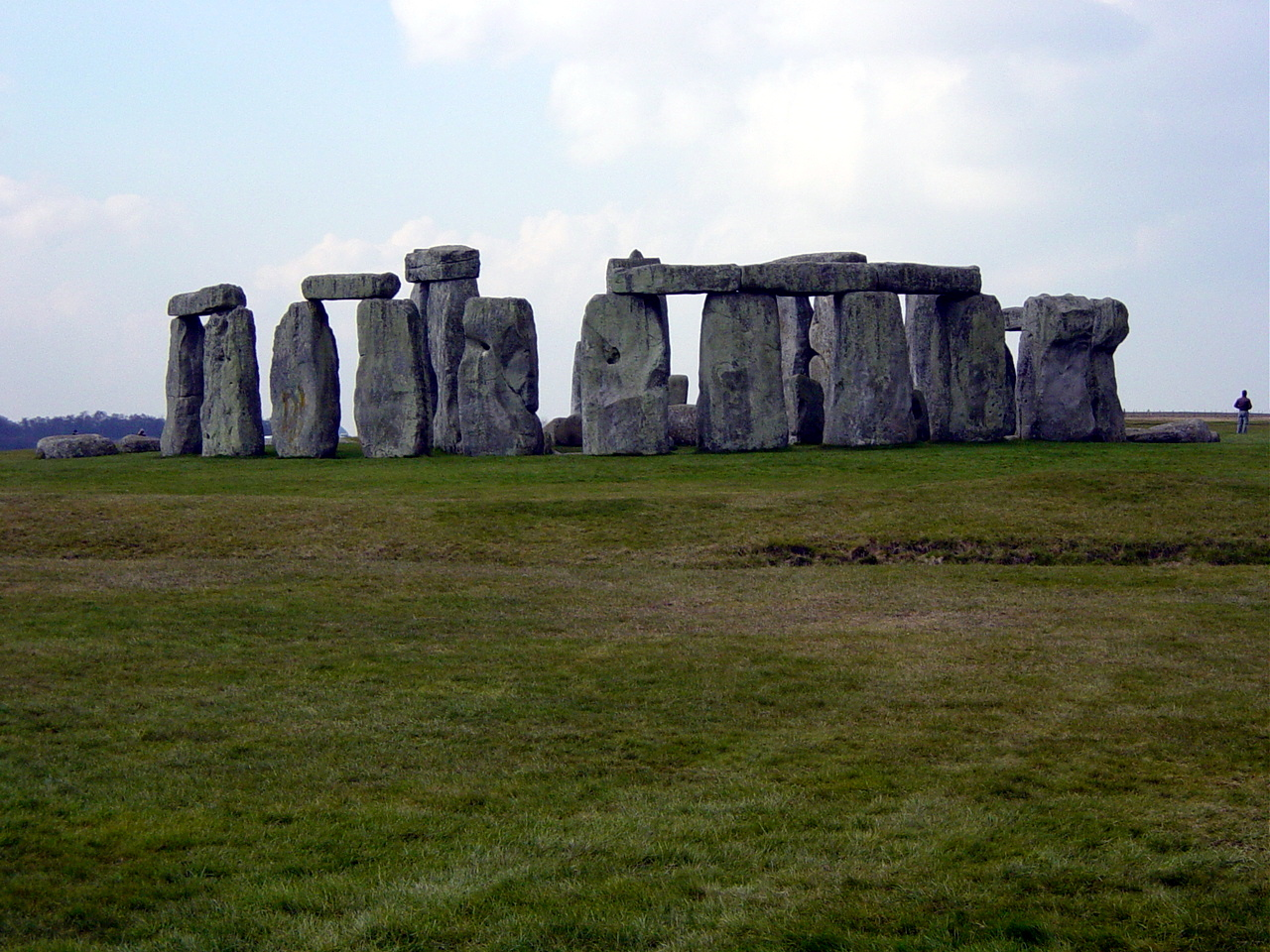
E : 5 linteaux en place sur le cercle de sarsen.
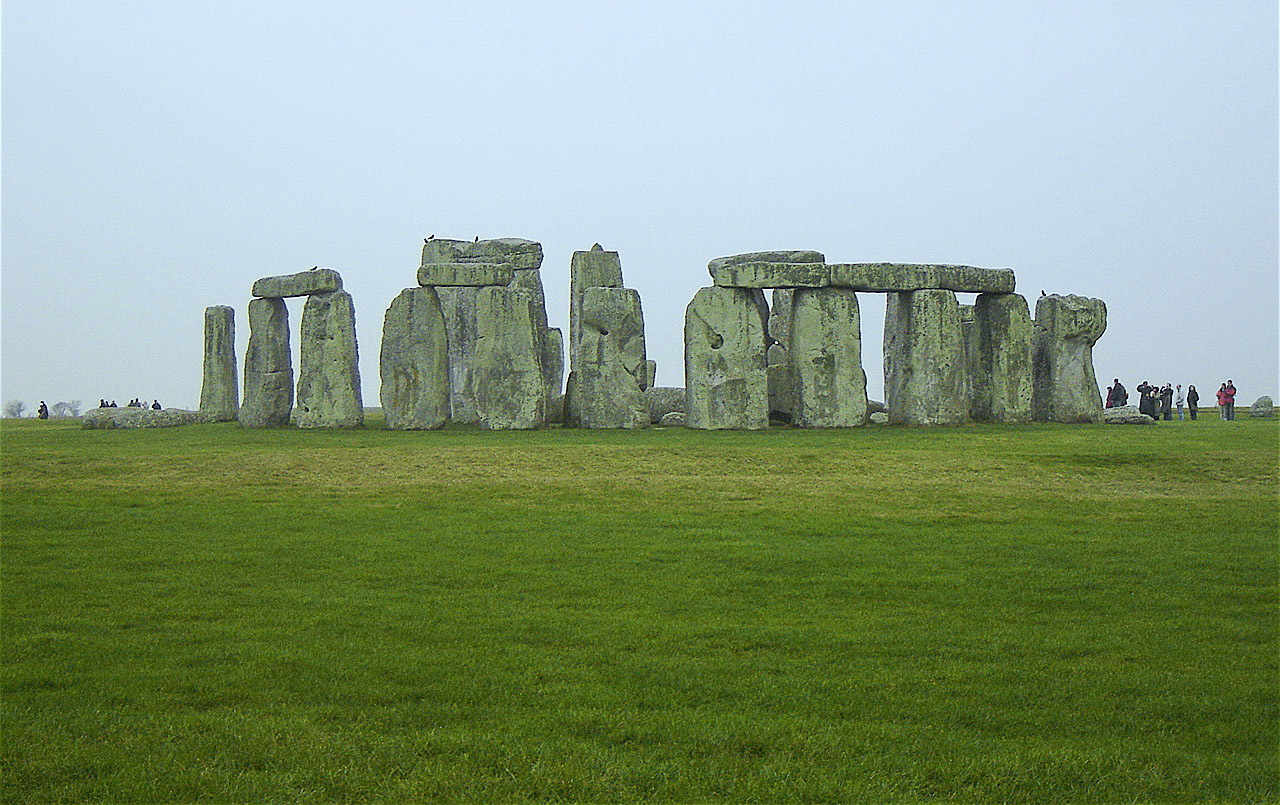
E : cercle de sarsen, trilithes.
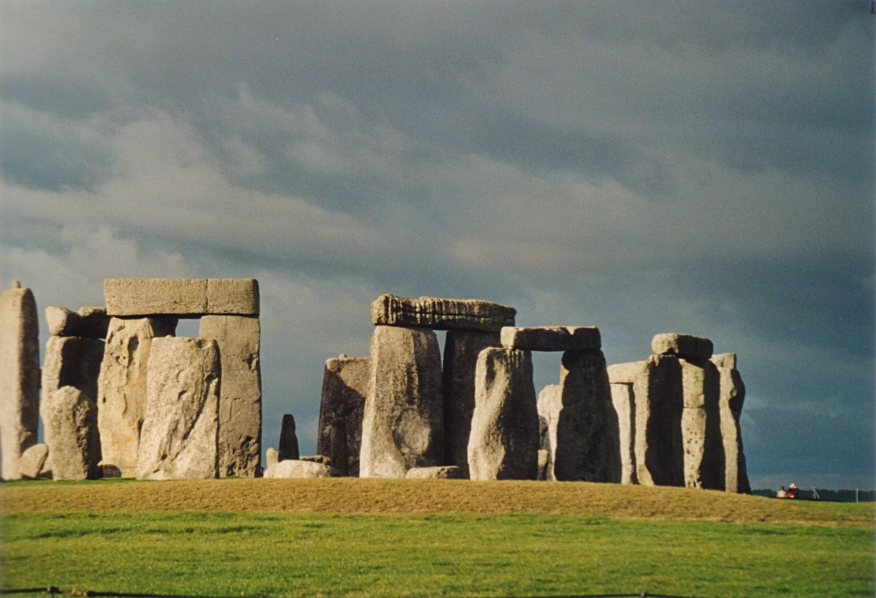
SE : les petites pierres coniques, au centre, sont des pierres bleues de dolérite.
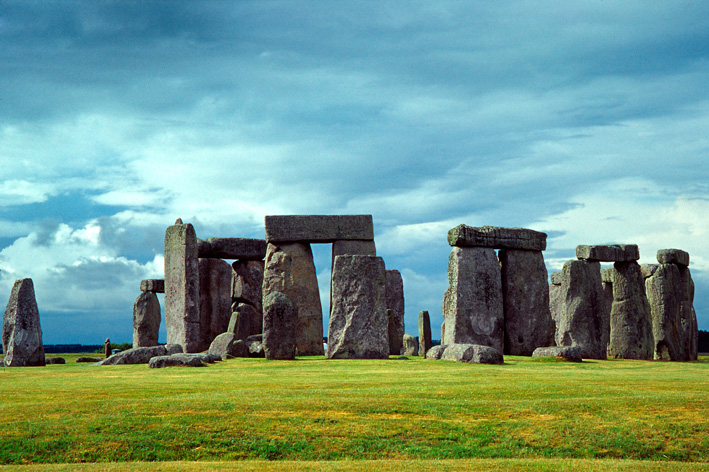
SE : petit pilier sur le cercle de sarsen.
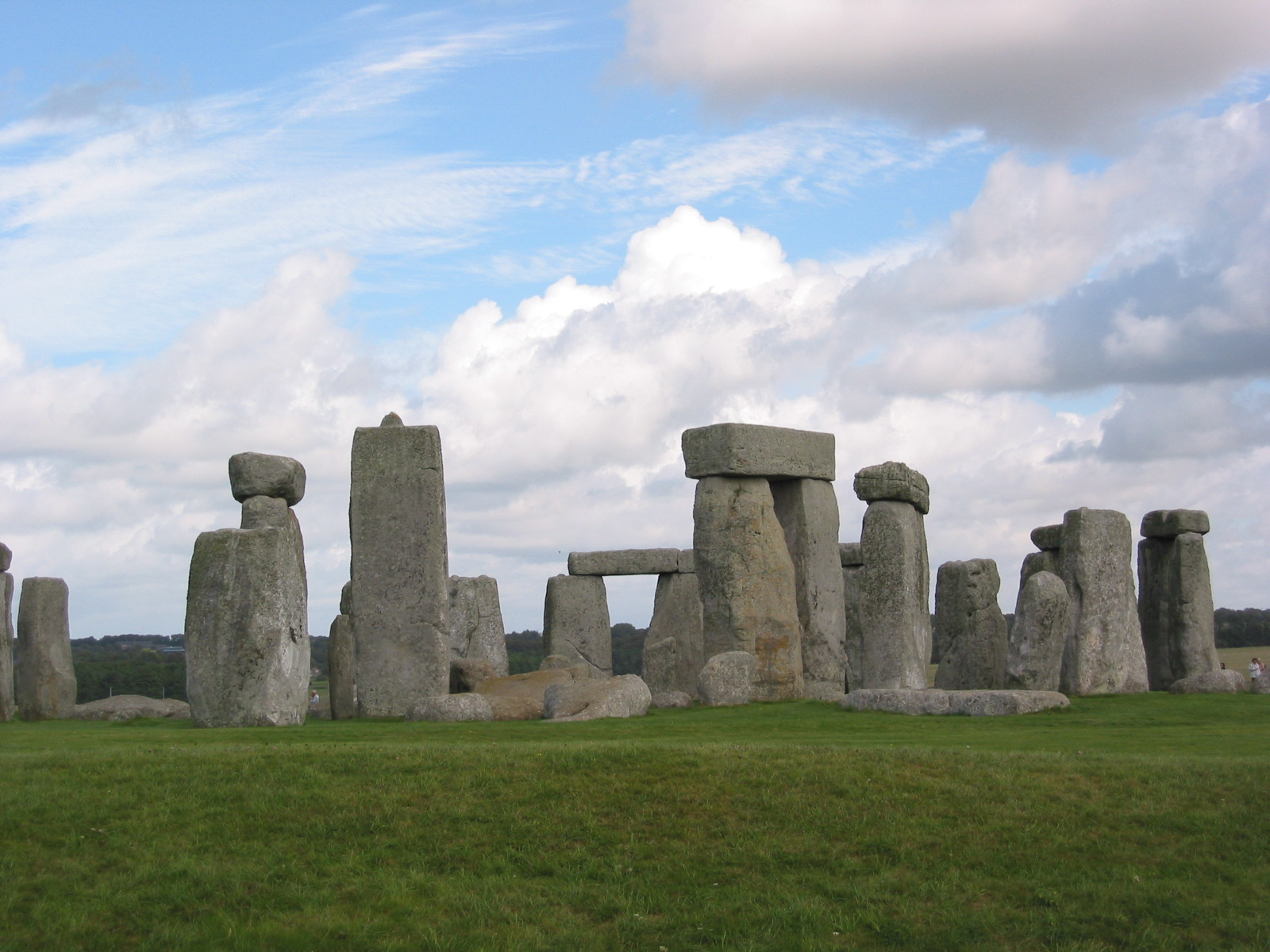
SE : enceinte circulaire, cercle et trilithes.
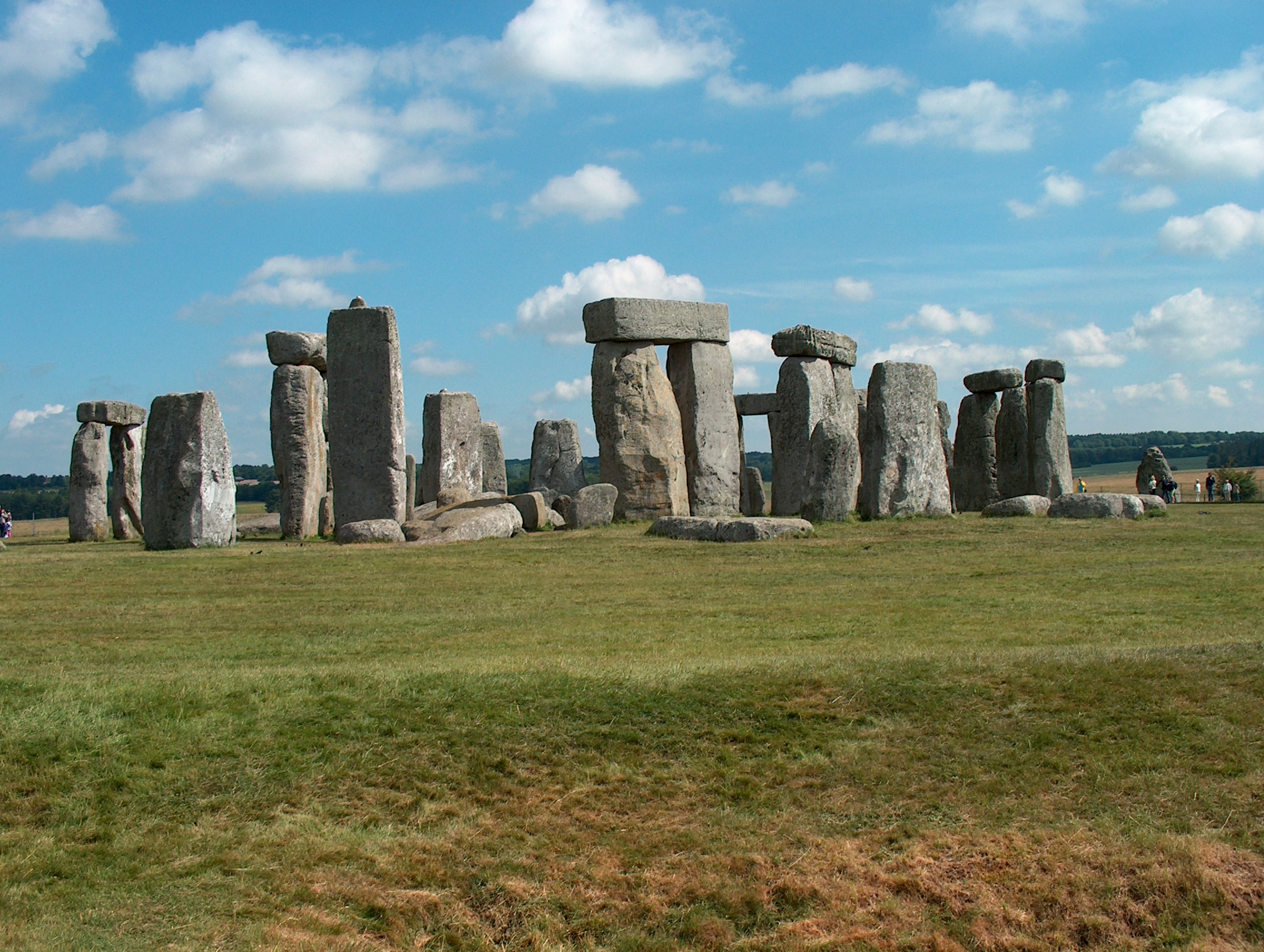
S : talus et fossé du grand cercle initial au premier plan ; cercle et trilithes de sarsen ; Heel Stone au fond à droite.
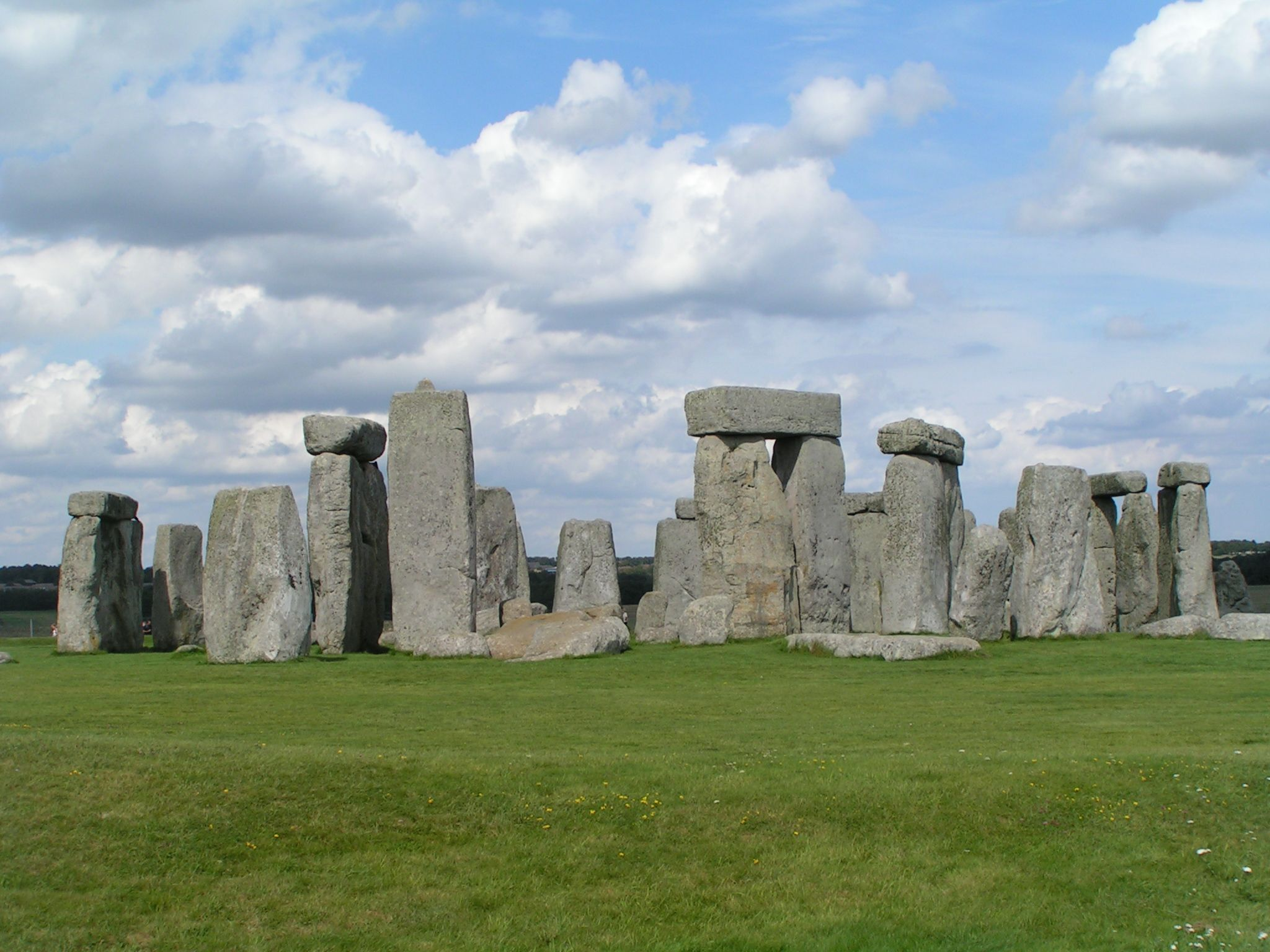
S : on distingue quatre des cinq trilithes de sarsen.
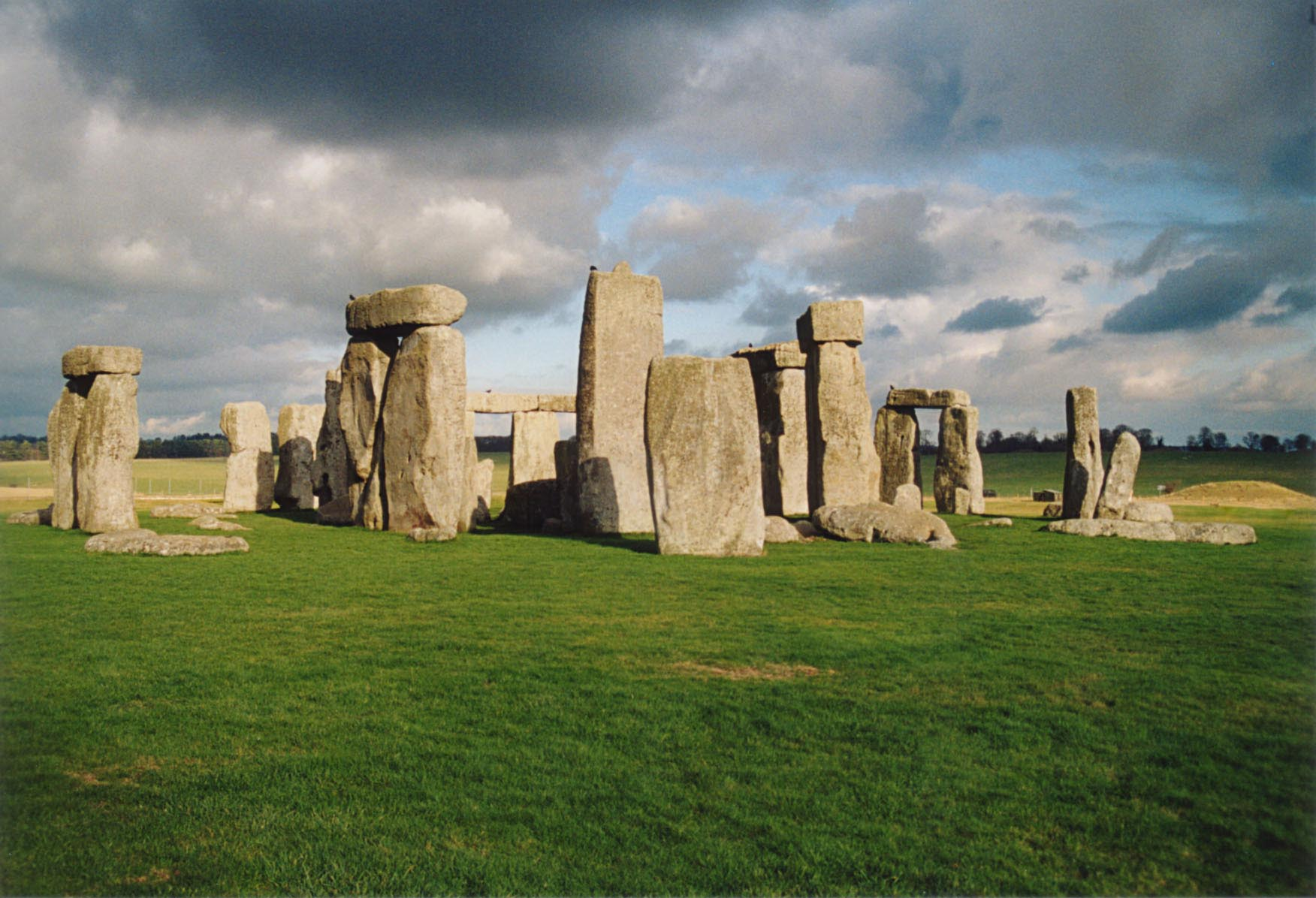
SO : trilithes au centre, éléments du cercle de sarsen à l'extérieur.
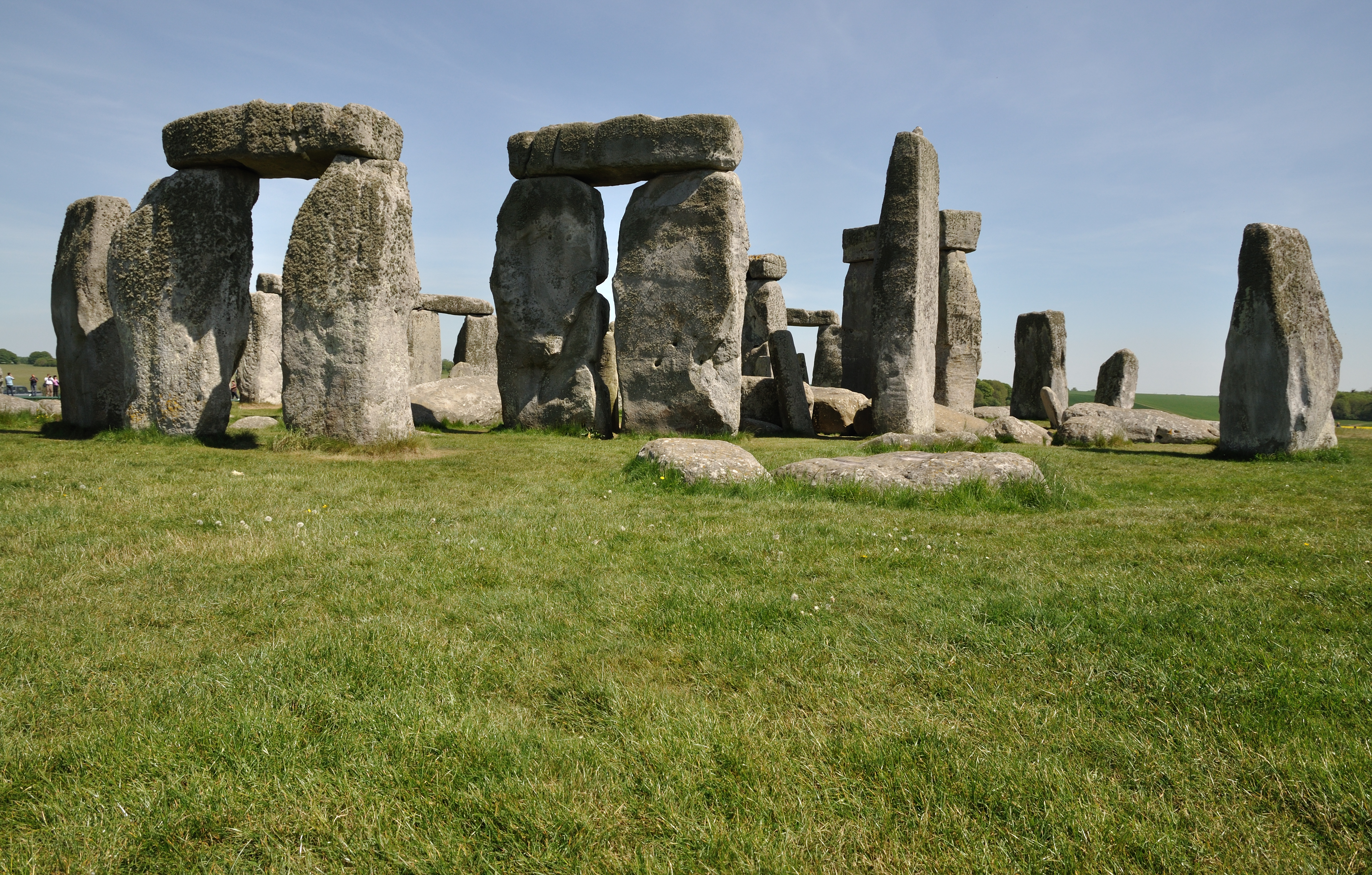
O : un élément du cercle avec linteau en place ; un pilier du cercle à terre ; un trilithe complet, pilier du grand trilithe.
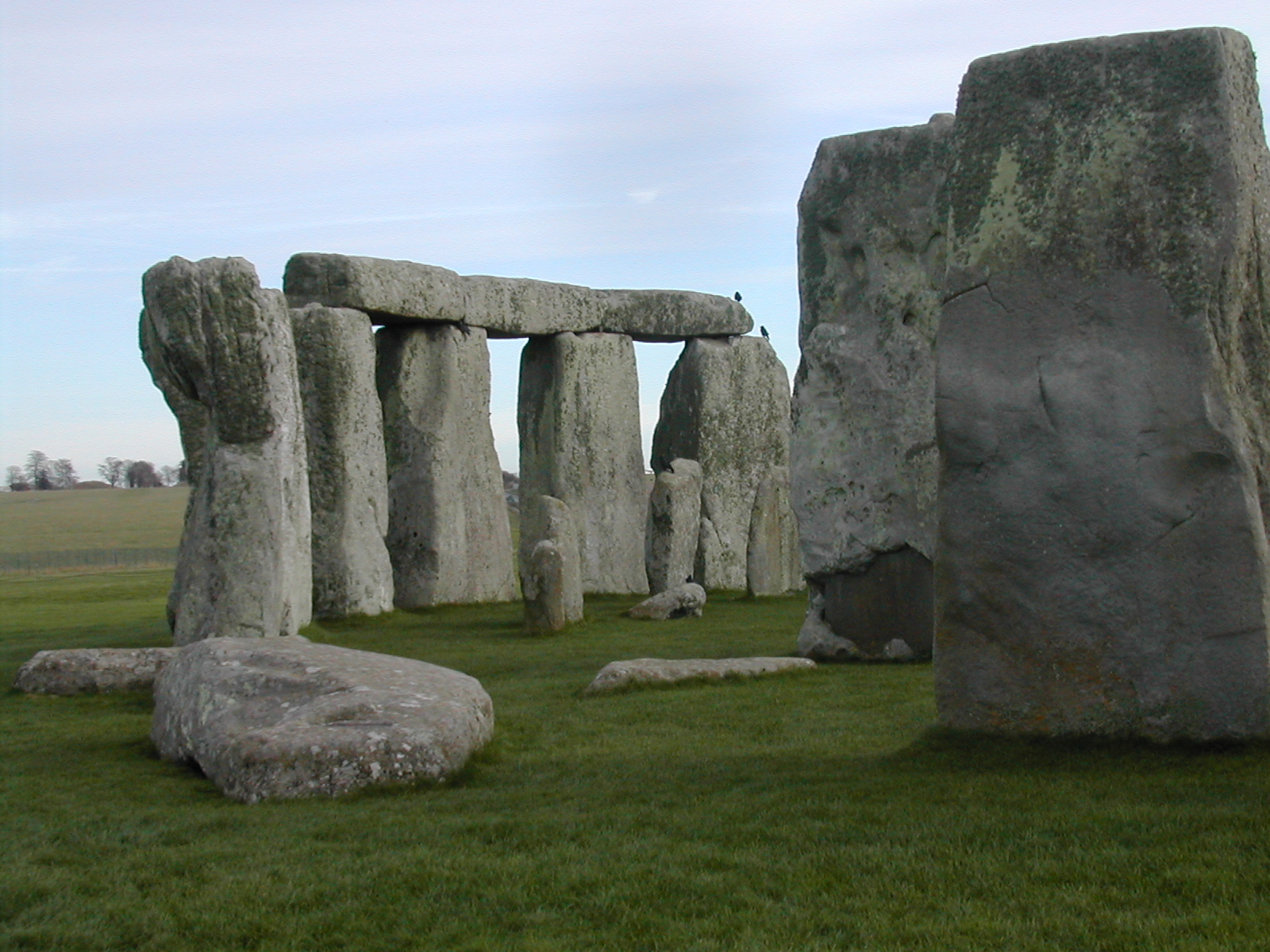
O : cercle de sarsen.
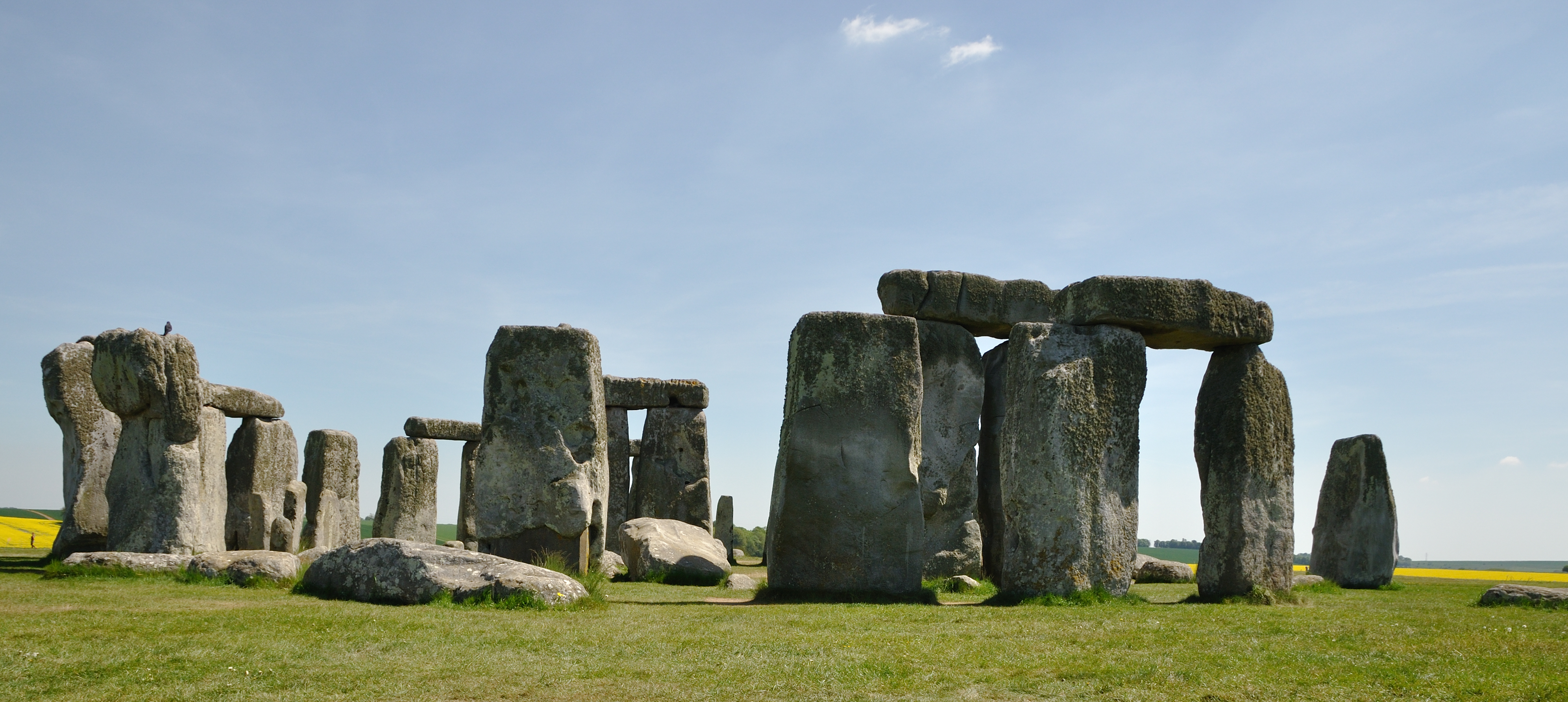
NO : cercle de sarsen, trilithes.
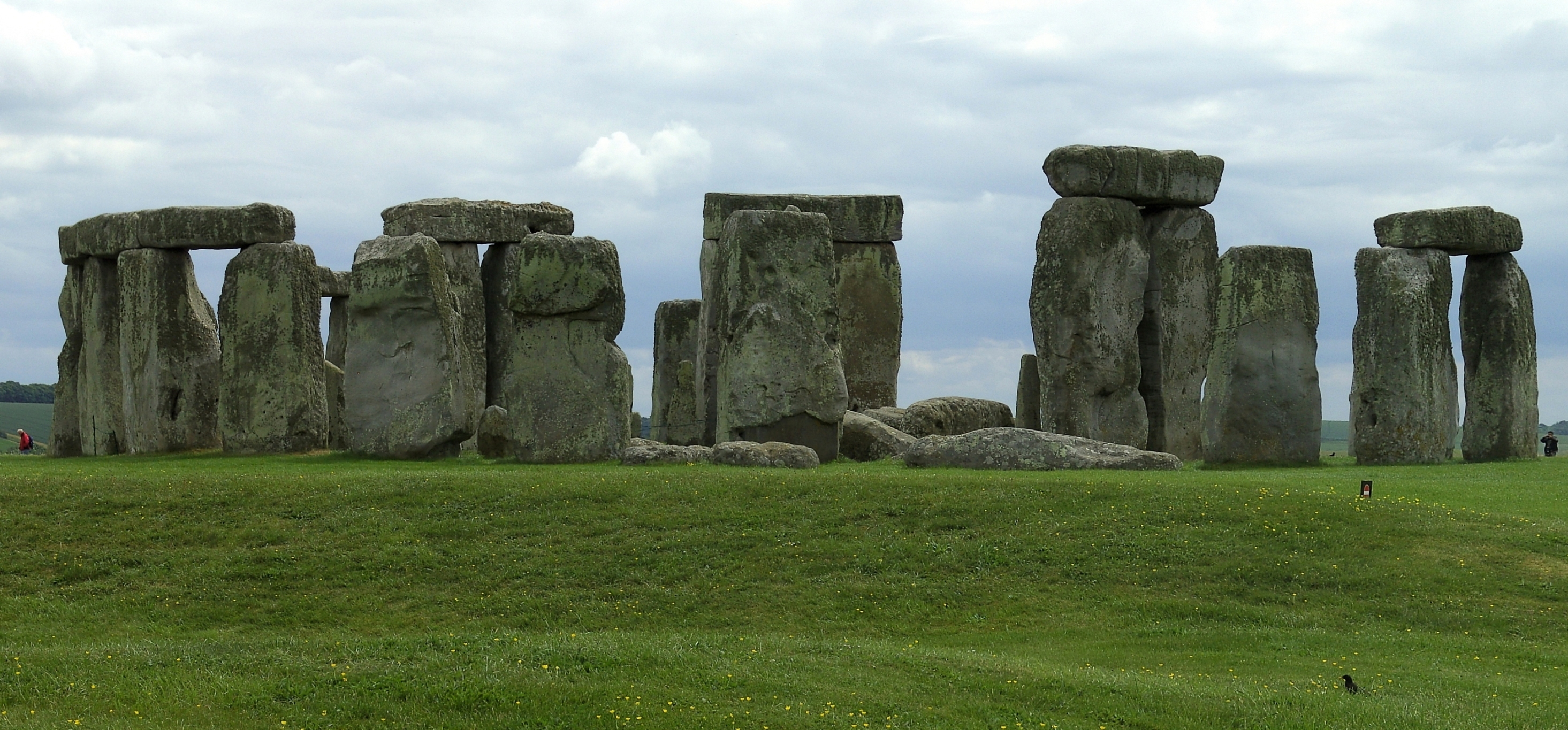
N : talus, cercle de sarsen, trilithes.